# Giuseppe Verdi
Giuseppe Fortunino Francesco Verdi, detto Giuseppe (Le Roncole, 10 ottobre 1813 – Milano, 27 gennaio 1901), è stato un compositore e politico italiano.
È globalmente riconosciuto come uno dei maggiori operisti e compositori di tutti i tempi, insieme ad altri protagonisti del teatro musicale italiano dell'Ottocento: Gioachino Rossini, Vincenzo Bellini, Giacomo Puccini e Gaetano Donizetti.
Simpatizzò con il movimento risorgimentale che perseguiva l'Unità d'Italia e partecipò attivamente per breve tempo anche alla vita politica; nel corso della sua lunga esistenza stabilì una posizione unica tra i suoi connazionali, divenendo un simbolo artistico profondo dell'unità del Paese. Per questo motivo, un mese dopo la sua morte, una solenne e sterminata processione attraversò Milano, accompagnando le sue spoglie con le note del Va, pensiero, il coro degli schiavi ebrei del Nabucco, da lui scritto 60 anni prima, esprimendo di fatto i sentimenti degli italiani verso il loro eroe scomparso. Ciò dimostrò fino a che punto la musica di Verdi fosse stata assimilata nella coscienza nazionale.
Le sue opere rimangono ancora tra le più conosciute ed eseguite nei teatri di tutto il mondo, in particolare l'Aida (1871), il già citato Nabucco (1842) e la cosiddetta "Trilogia popolare": Rigoletto (1851), Il trovatore (1853) e La traviata (1853).

## Biografia

### Adolescenza e formazione

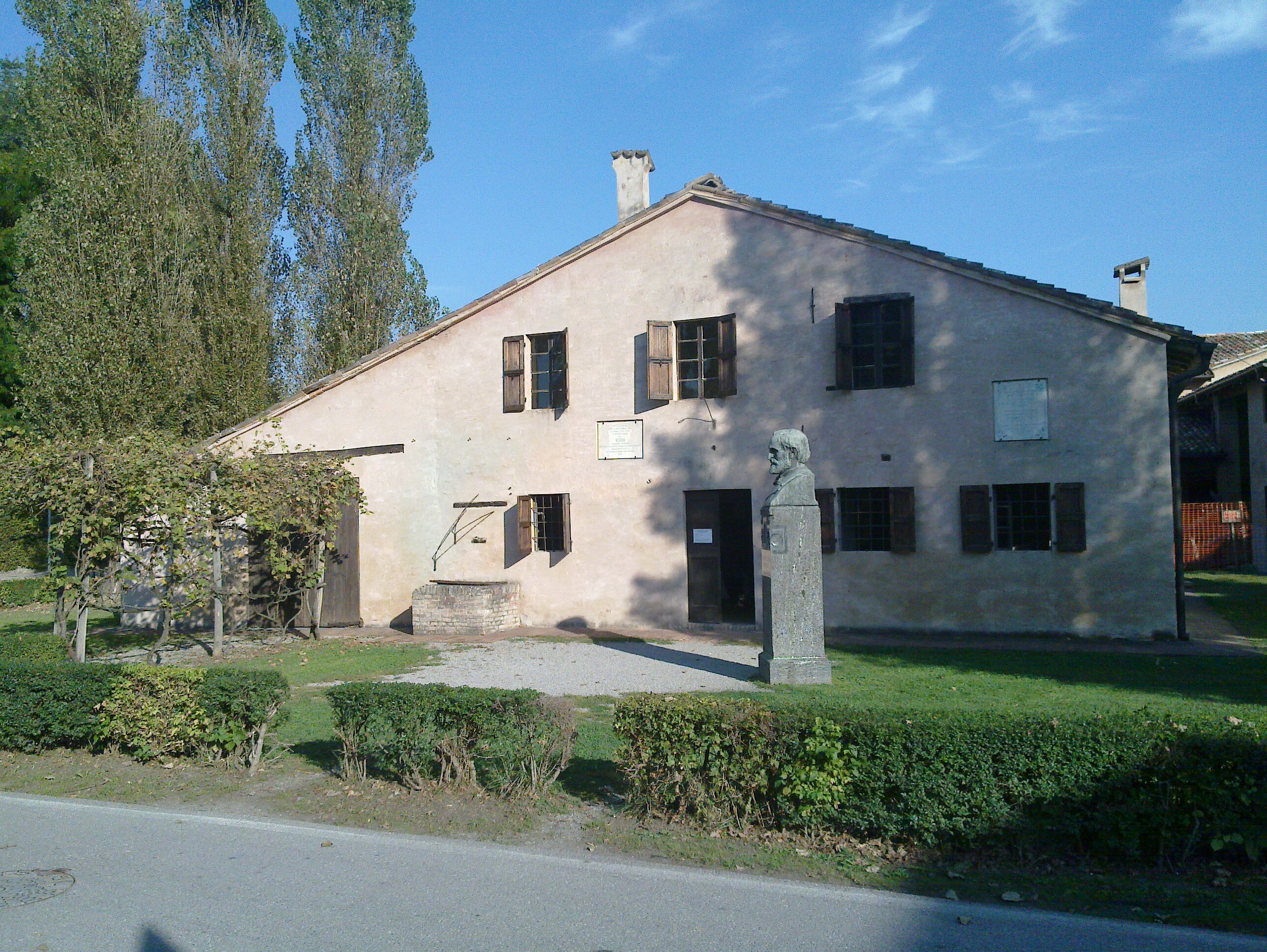
La casa natale a Roncole Verdi

Giuseppe Verdi nacque a Roncole di Busseto il 10 ottobre 1813 da genitori piacentini: Carlo (1784-1867), oste e rivenditore di sale e generi alimentari, e Luigia Uttini (1787-1851), filatrice operaia. Carlo proveniva da una famiglia di piccoli possidenti e commercianti di Sant'Agata, frazione di Villanova sull'Arda, trasferita nella confinante Roncole a fine Settecento; Luigia, anch'ella figlia di osti, era originaria di Saliceto di Cadeo, sempre in provincia di Piacenza.
Dopo aver messo da parte un po' di denaro, Carlo aveva ereditato dai genitori, in particolare dal padre Giuseppe Antonio (1744-1798), la gestione di una modesta ma ben avviata osteria a Roncole; a questa attività alternava il lavoro nei campi. L'11 ottobre del 1813 nel registro dei battesimi della chiesa di San Michele Arcangelo è annotato il piccolo Giuseppe Francesco Fortunino, "nato ieri". Tre giorni dopo Carlo raggiunse Busseto per dichiarare la nascita del figlio alle autorità locali: nel registro comunale il bambino fu annotato con i nomi di Joseph Fortunin François; l'atto fu redatto in francese perché nel 1808 Busseto e il suo territorio, in precedenza appartenenti al ducato di Parma, erano stati annessi all'Impero francese creato da Napoleone.
Verdi ebbe una sorella più giovane, Giuseppa, inferma fin dalla giovanissima età a causa di una meningite e morta a 17 anni nel 1833. A partire dall'età di quattro anni Giuseppe ricevette lezioni private di latino e italiano da Pietro Baistrocchi, maestro e organista del paese. Sebbene non si sappia con certezza, quest'ultimo potrebbe aver avuto un ruolo determinante nel consigliare la famiglia del ragazzo, indirizzandolo a intraprendere lo studio della musica. A sei anni Verdi frequentò la scuola locale, ricevendo al contempo lezioni di organo da Baistrocchi; il suo evidente interesse per la musica convinse i genitori a comprargli una spinetta. Il giovane ne fece un uso talmente intenso da rendere necessario l'intervento di un cembalaro per ripararla; quest'ultimo, di nome Stefano Cavalletti, lasciò un appunto in cui affermava che, dopo aver udito Giuseppe suonare, rifiutò di essere pagato per l'intervento di manutenzione.

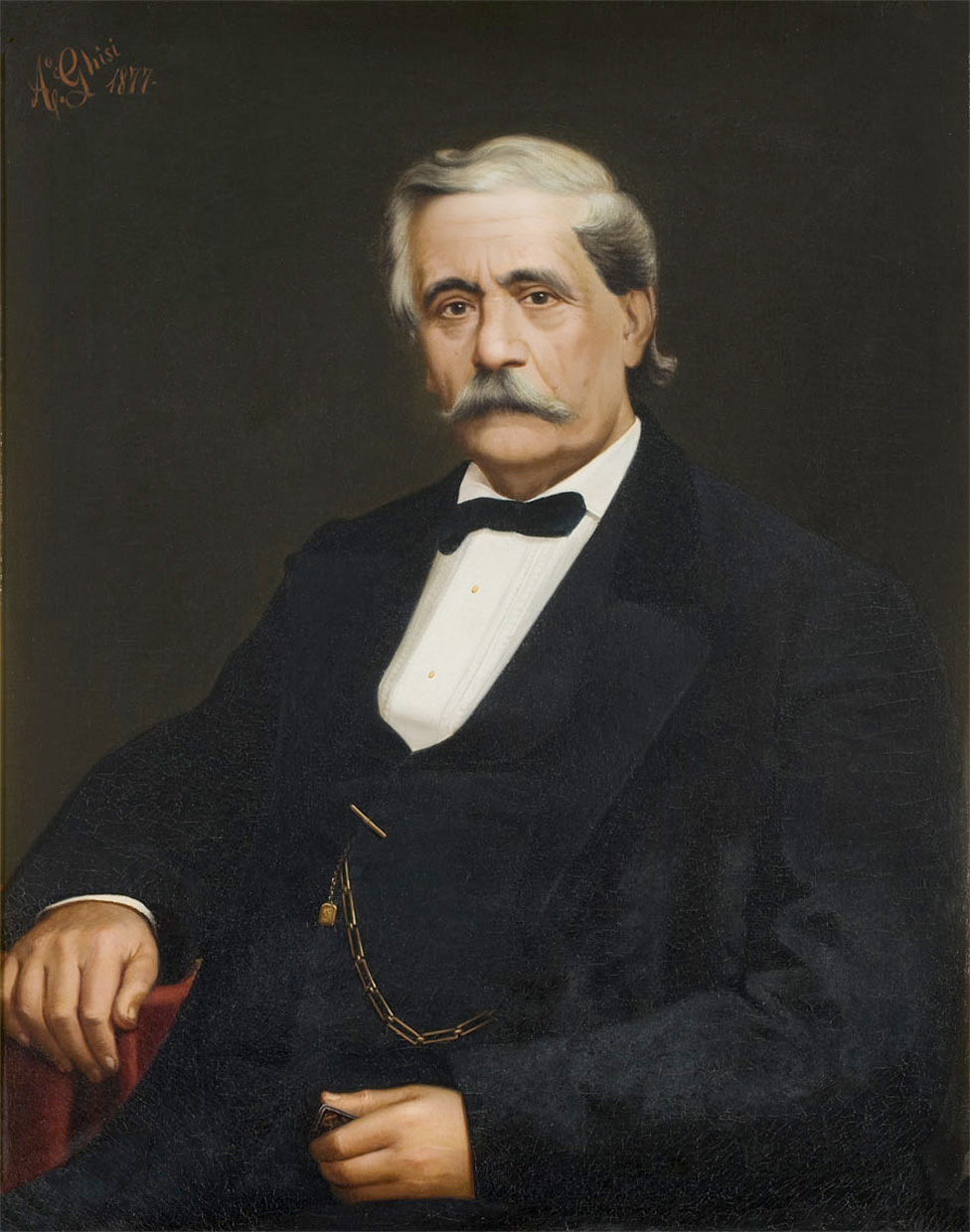
Antonio Barezzi, mecenate di Giuseppe Verdi

L'eccezionale talento compositivo di Verdi fu indubbiamente coltivato e accresciuto dallo studio, ma fu anche sostenuto dal padre, che intuiva le ottime prospettive del figlio. Anche Pietro Baistrocchi (organista della chiesa di paese), che prese il ragazzo a benvolere, lo avviò gratuitamente alla pratica dell'organo e del pianoforte. Dopo la morte di Baistrocchi, Verdi divenne organista a pagamento, all'età di soli otto anni. Più tardi, Antonio Barezzi, un negoziante amante della musica e direttore della locale società filarmonica, convinto che la fiducia nel giovane fosse ben riposta, divenne suo mecenate e protettore aiutandolo a proseguire gli studi.
Lo storico della musica Roger Parker sottolinea che entrambi i genitori di Verdi «appartenevano a famiglie di piccoli proprietari terrieri e commercianti, non certo i contadini analfabeti da cui Verdi poi amava presentarsi come discendente [...] Carlo Verdi promosse energicamente l'istruzione di suo figlio; un aspetto che Giuseppe tendeva a nascondere nella vita adulta. Emerge, pertanto, un'immagine di entusiasta precocità giovanile nutrita da un padre ambizioso e di un'istruzione formale, sofisticata ed elaborata».
Nel 1823 i genitori iscrissero il giovane Giuseppe al "ginnasio", una scuola superiore per ragazzi gestita da don Pietro Seletti a Busseto, dove ricevette istruzione in italiano, latino, scienze umane e retorica. Verdi tornava poi regolarmente a Roncole anche di domenica a suonare l'organo, coprendo a piedi la distanza di diversi chilometri. L'anno seguente iniziò a frequentare le lezioni di Ferdinando Provesi, maestro di cappella nella collegiata di San Bartolomeo Apostolo e maestro dei locali filarmonici, che gli insegnò i principi della composizione musicale e della pratica strumentale. Verdi in seguito dichiarò: «Dai 13 ai 18 anni ho scritto un vasto assortimento di pezzi: marce per banda, alcune sinfonie che sono state utilizzate in chiesa, nei teatri e ai concerti, cinque o sei concerti e alcune variazioni per pianoforte, che io stesso ho suonato in molti concerti, serenate, cantate (arie, duetti, moltissimi terzetti) e vari pezzi di musica sacra, di cui ricordo solo lo Stabat Mater». Queste notizie provengono dall'abbozzo di autobiografia che Verdi dettò all'editore Giulio Ricordi nel 1879 e che rimane la fonte principale per la sua vita e per la sua carriera. Tuttavia questo scritto non è sempre affidabile quando tratta le questioni più controverse come quelle relative alla sua infanzia.
Nel giugno 1827, Verdi si diplomò presso il Ginnasio e poté così dedicarsi esclusivamente alla musica, sotto la guida di Provesi. All'età di 13 anni gli fu chiesto di sostituire un musicista in quello che divenne il suo primo evento pubblico nella città natale, riscuotendo un grande successo.
Tra il 1829 e il 1830, Verdi si era affermato come membro della Filarmonica: «nessuno di noi avrebbe potuto rivaleggiare», riferì il segretario dell'organizzazione, Giuseppe Demaldè. Una cantata in otto movimenti, I deliri di Saul, sulla base di un dramma di Vittorio Alfieri, venne scritta da Verdi all'età di 15 anni ed eseguita a Bergamo. Alla fine del 1829 Verdi completò i suoi studi con Provesi, il quale dichiarò che non aveva più nulla da insegnargli. A quel tempo, Verdi si trasferì presso la casa di Barezzi, dove impartiva lezioni di canto e di pianoforte alla figlia di Giuseppe Barezzi, Margherita, con cui dal 1831 fu coinvolto in una relazione sentimentale.

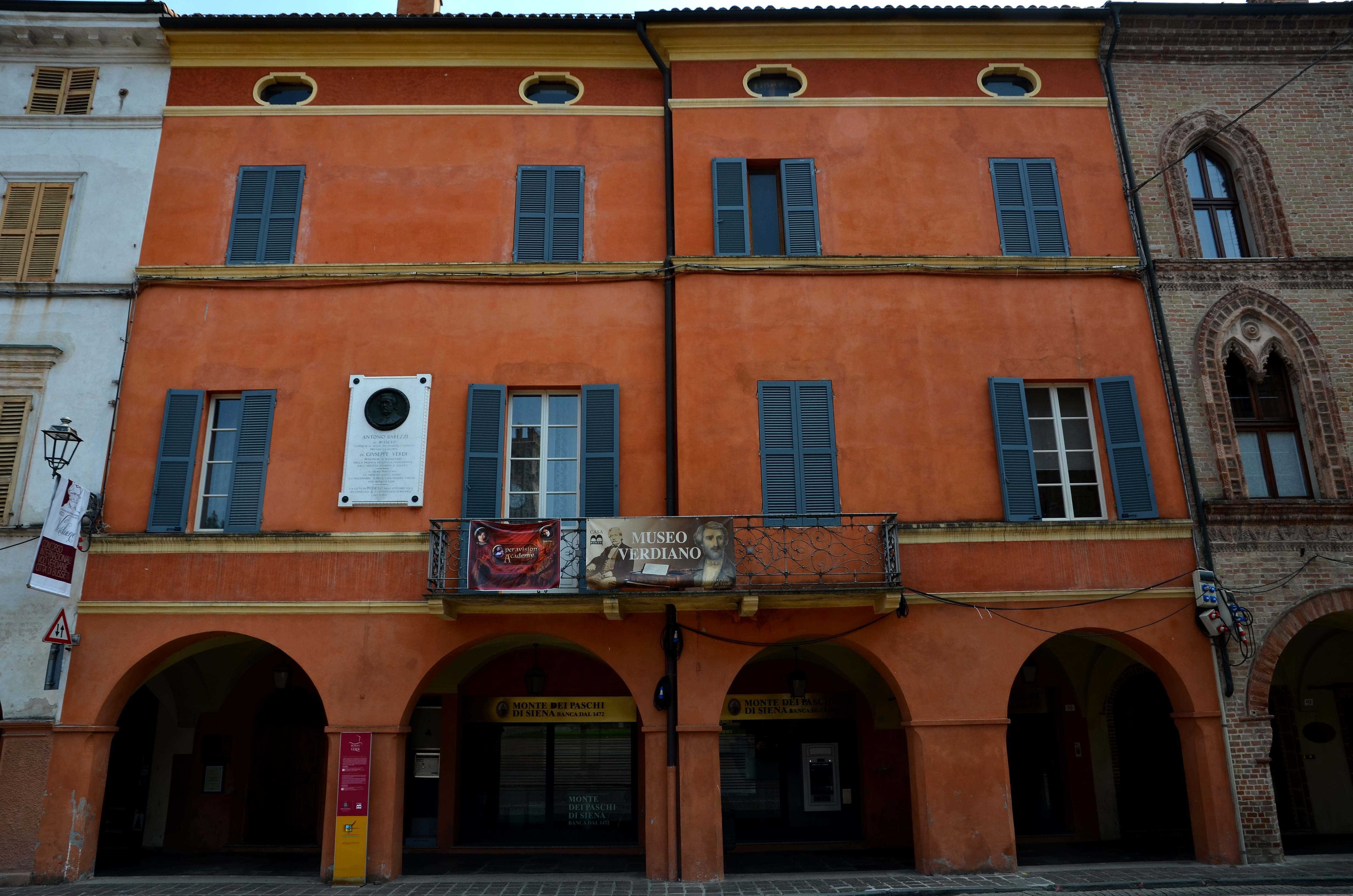
Casa Barezzi nel centro di Busseto

Poiché Verdi desiderava studiare a Milano, che offriva opportunità e risorse incomparabilmente superiori rispetto alla piccola Busseto, il 14 maggio 1831 Barezzi presentò domanda di ammissione al conservatorio milanese, esortando Carlo Verdi a richiedere per il figlio una borsa di studio al Monte di Pietà e di Abbondanza. Non sortendo alcun effetto, la proposta fu rivolta alla duchessa Maria Luigia e il 14 gennaio 1832 venne approvata; Verdi venne dunque ammesso all'esame preliminare, che tuttavia non superò. Nel verbale redatto il 2 luglio 1832 dal presidente della commissione Francesco Basily si legge la seguente motivazione: 
L'unico voto favorevole fu quello del celebre violinista e violista Alessandro Rolla, che volle affidare Verdi alle lezioni private di Vincenzo Lavigna, allora maestro al cembalo alla Scala; Lavigna trovò le composizioni di Verdi «molto promettenti». Verdi – che si allontanò progressivamente da Busseto – si radicò sempre più nello stimolante ambiente culturale di Milano, alternando l'ascolto di celebri interpreti dell'epoca, come Maria Malibran nelle opere di Donizetti e Bellini, con lo studio delle composizioni dei maestri del passato, come Palestrina (il suo compositore prediletto), Carissimi, Corelli, Marcello, Porpora, Pergolesi, Alessandro e Domenico Scarlatti, Paisiello, Haydn e Mozart. Divenne assiduo frequentatore del teatro alla Scala, dove ebbe modo di conoscere anche il direttore della Società Filarmonica di Milano, Pietro Massini. Nel 1834 fu invitato a partecipare come Maestro al Cembalo per l'esecuzione de La Creazione di Haydn, suonata dalla stessa Filarmonica, come da lui riferito in una lettera del 19 ottobre 1879 a Giulio Ricordi. Ben presto Verdi assunse il ruolo di direttore delle prove (per La Cenerentola di Rossini) e di continuista. Fu proprio Massini che lo incoraggiò a scrivere la sua prima opera, originariamente intitolata Rocester, su libretto del giornalista Antonio Piazza, poi denominata Oberto, Conte di San Bonifacio.

### 1834-1842: le primissime opere
A metà del 1834 Verdi cercò di acquisire la posizione che fu di Provesi a Busseto, ma senza avere successo. Tuttavia, con l'aiuto di Barezzi, ottenne il posto secolare del maestro di musica. Insegnò, impartì lezioni e diresse la Filarmonica per diversi mesi prima di tornare, nei primi mesi del 1835, a Milano. Nel luglio successivo ottenne la sua certificazione da Lavigna. Alla fine del febbraio 1836 Verdi fu nominato Maestro di Musica del Comune di Busseto con un contratto di tre anni. Il 4 maggio del 1836 sposò nell'oratorio della Santissima Trinità Margherita, ventiduenne figlia del suo benefattore, con la quale due anni più tardi andò a vivere a Milano in una modesta abitazione a Porta Ticinese. Margherita, il 26 marzo 1837, diede alla luce la loro prima figlia, Virginia Maria Luigia, a cui seguì Icilio Romano l'11 luglio 1838. Nel 1837 compose la sua prima opera nonché "Rocester". Nello stesso anno , il giovane compositore chiese l'assistenza di Massini per mettere in scena una sua opera a Milano.
Gli anni successivi furono segnati da gravi lutti familiari: morirono infatti i suoi figli Virginia, il 12 agosto 1838, e Icilio, il 22 ottobre 1839, entrambi all'età di circa un anno e mezzo.
Nel frattempo, nel 1839 riuscì finalmente, dopo quattro anni di lavoro, a far rappresentare la sua prima opera alla Scala: l'Oberto, Conte di San Bonifacio, su libretto originale di Antonio Piazza, largamente rivisto e riadattato da Temistocle Solera. L'Oberto era un lavoro di stampo donizettiano, ma alcune sue peculiarità drammatiche piacquero al pubblico tanto che l'opera ebbe un discreto successo e fu rappresentata in quattordici repliche, a seguito delle quali Merelli offrì a Verdi un contratto per altri tre lavori. L'impresario della Scala, Bartolomeo Merelli, nel novembre 1839 accettò di inserire in cartellone un suo lavoro, che raggiunse il rispettabile numero di 13 repliche.
Mentre Verdi stava lavorando alla sua seconda opera, Un giorno di regno, la moglie Margherita, il 18 giugno 1840, morì di encefalite all'età di 26 anni. Un giorno di regno, opera di genere comico, fu messa in scena a settembre ed ebbe un esito disastroso, tanto che fu rappresentata una sola volta. Il compositore, a proposito del fallimento dell'opera ammise: "vi ebbe certo una parte di colpa la musica, ma una parte vi ebbe anche l'esecuzione". L'insuccesso dell'opera fu dovuto, con ogni probabilità, anche al momento dolorosamente difficile durante il quale fu composta. A causa di quel fallimento e dei lutti subiti, Verdi in seguito dichiarò che in quel periodo aveva deciso di smettere di comporre. La sua risoluzione dovette essere sincera, anche se poi disattesa; infatti, l'opera successiva, Nabucco, vide la luce dopo 18 mesi, un periodo relativamente lungo.

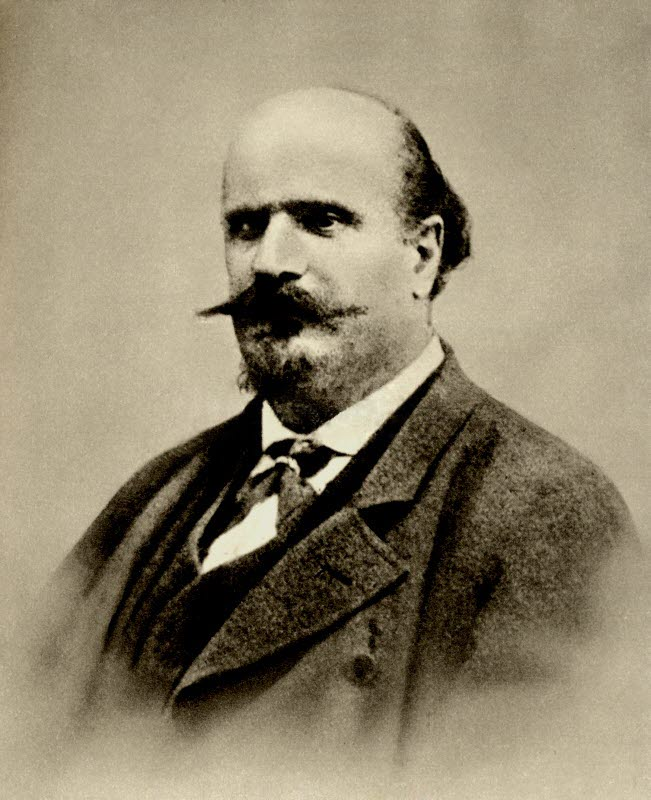
Temistocle Solera, librettista del Nabucco.

Fu ancora Merelli a convincerlo a non abbandonare la lirica, consegnandogli personalmente il testo del Nabucco, un soggetto biblico dal quale Temistocle Solera aveva tratto un libretto d'opera, inizialmente rifiutato dal compositore Otto Nicolai. Verdi, ancora scosso dalla tragedia familiare, ripose il libretto senza neanche leggerlo, sennonché, una sera, per spostarlo, gli cadde per terra e si aprì, caso volle, proprio sulle pagine del Va, pensiero. Quando Verdi lesse il testo del famoso brano rimase scosso. Dopodiché andò a dormire, ma non riuscì a prendere sonno: si alzò e rilesse il testo più volte; alla fine lo musicò e, una volta musicato il Va, pensiero, decise di leggere e musicare tutto il libretto. In seguito Verdi ricordò: "Questo versetto oggi, domani quello, qui una nota, c'è una frase intera, e a poco a poco l'opera è stata scritta".

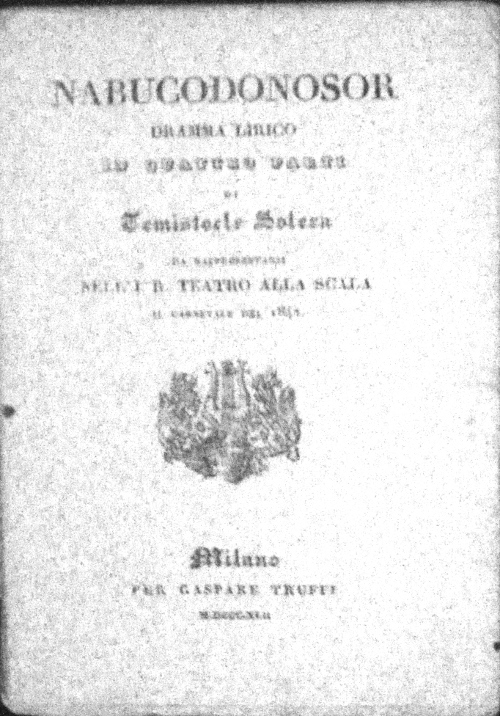
Frontespizio del libretto del Nabucco, 1842; la prima rappresentazione dell'opera data 9 marzo 1842

L'opera andò in scena il 9 marzo 1842 al Teatro alla Scala e il successo fu questa volta trionfale. Fu replicata ben cinquantasette volte, solo tra agosto e novembre, un risultato mai raggiunto fino allora per il teatro milanese. Nei tre anni successivi fu rappresentata anche a Vienna, Lisbona, Barcellona, Berlino, Parigi e Amburgo; nel 1848 fu la volta di New York e nel 1850 di Buenos Aires.
Con Nabucco iniziò la parabola ascendente di Verdi. Sotto il profilo musicale l'opera presenta ancora un impianto belcantistico, in linea con i gusti del pubblico italiano del tempo, ma teatralmente è un'opera riuscita, nonostante la debolezza e alcune ingenuità del libretto. Lo sviluppo dell'azione è rapido, incisivo, e tale caratteristica avrebbe contraddistinto anche la successiva, e più matura, produzione del compositore. Alcuni personaggi, come Nabucodonosor e Abigaille, sono fortemente caratterizzati sotto il profilo drammaturgico, così come il popolo ebraico, rappresentato nella condizione della cattività babilonese che si esprime in forma corale, unitaria, e che forse rappresenta il protagonista vero di questa prima, significativa, creazione verdiana. Uno dei cori dell'opera, il celebre Va, pensiero, con l'immedesimazione del popolo italiano nella figura del popolo ebraico prigioniero, finì per divenire una sorta di canto doloroso o inno contro l'occupante austriaco, diffondendosi rapidamente in Lombardia e nel resto d'Italia.

### 1843-1850: gli "anni bui"

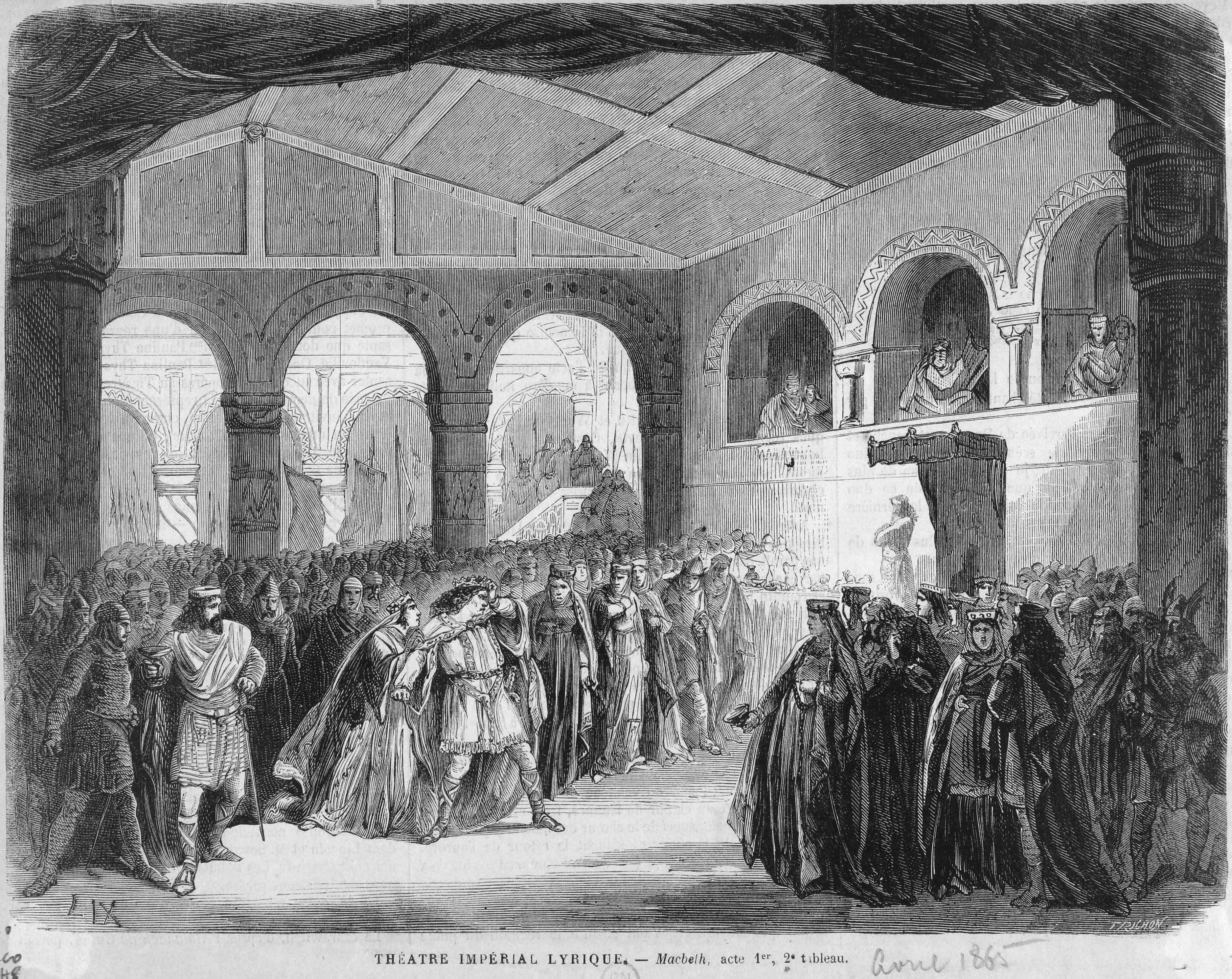
Bozzetto della Scena II Atto I, per la messa in scena del 1869 al Théâtre Lyrique

Nabucco segnò l'inizio di una folgorante carriera. Per quasi dieci anni Verdi scrisse mediamente un'opera all'anno, da I Lombardi alla prima crociata a La battaglia di Legnano, passando per I due Foscari, Giovanna d'Arco, Alzira, Attila, Il corsaro, I masnadieri, Ernani e Macbeth. Questi anni non furono privi di frustrazioni e sconfitte per il giovane compositore che si sentì spesso demoralizzato e tali opere giovanili non danno testimonianza di un'evoluzione del maestro verso forme musicali e drammaturgiche più personali e si adagiano su schemi già sperimentati in passato e legati alla tradizione melodica italiana precedente. Furono creazioni generalmente di successo rappresentate in molti teatri italiani ed europei, ma composte spesso su commissione, con ritmi di lavoro talvolta massacranti e non sempre sorrette da una genuina ispirazione. Nell'aprile 1845, a proposito de I due Foscari, scrisse: «Sono felice, non importa che riscontro arriverà, io sono completamente indifferente a tutto ciò. Non vedo l'ora che questi prossimi tre anni passino. Devo scrivere altre sei opere, poi addio a tutto». Per tale ragione, Verdi definì questo periodo della propria vita «gli anni di galera».

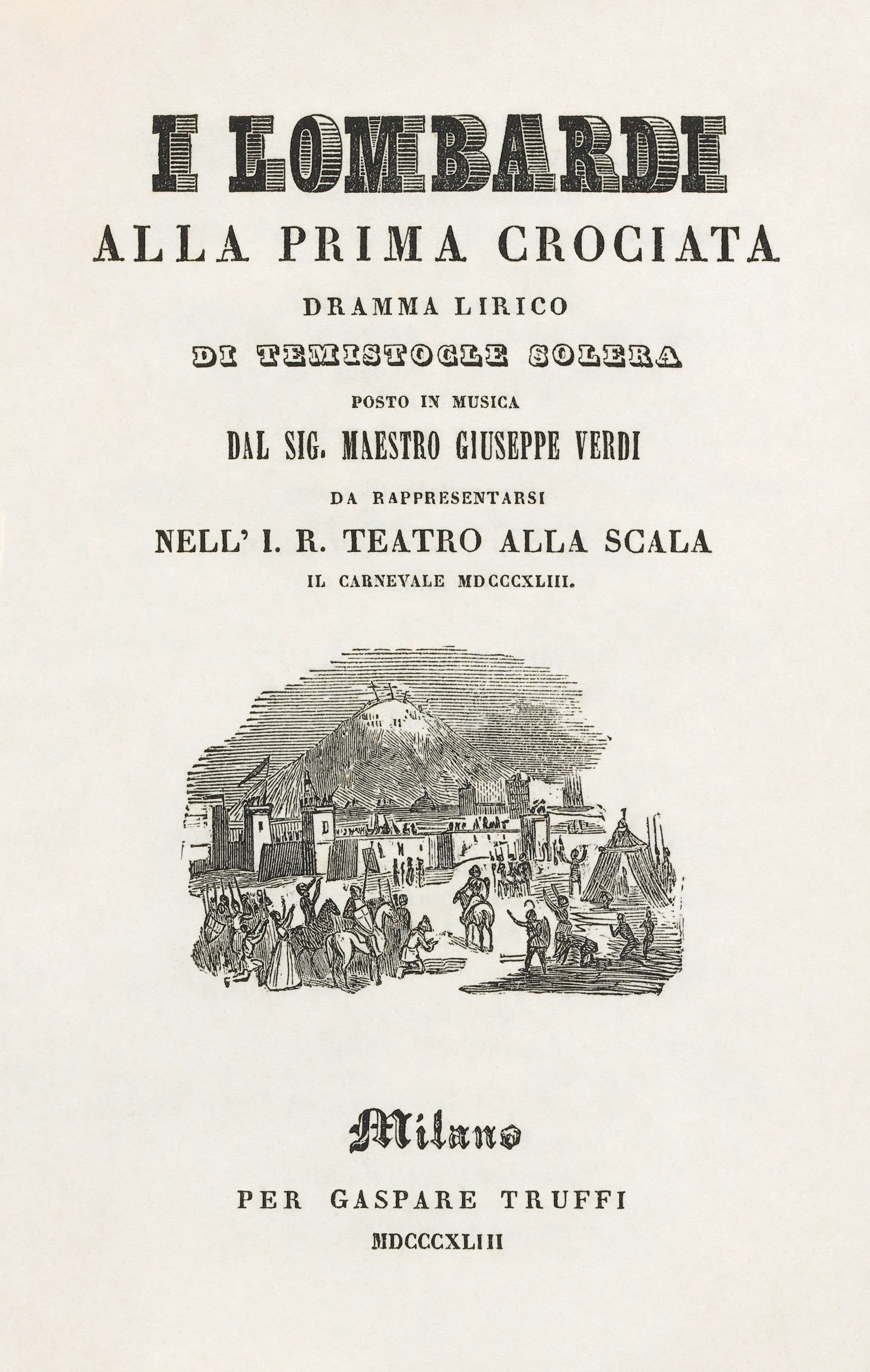
Frontespizio del libretto de I Lombardi alla prima crociata 1843; si tratta, forse, della prima edizione, dal momento che la prima rappresentazione avvenne l'11 febbraio 1843

Grazie al successo iniziale del Nabucco, Verdi si stabilì a Milano, acquisendo numerose conoscenze influenti. Frequentò il salotto letterario della contessa Clara Maffei, diventando il suo amico di una vita e corrispondente. L'incredibile numero di repliche del Nabucco alla Scala nel 1842 spinse Merelli a commissionargli una nuova opera per la stagione 1843. I Lombardi alla prima crociata, basata su un libretto di Solera, debuttò nel febbraio 1843. Inevitabilmente nacquero diversi confronti con il Nabucco; ma uno scrittore contemporaneo osservò: «Se [Nabucco] ha creato la reputazione di questo giovane, I Lombardi l'hanno confermata».
Verdi prestò molta attenzione all'aspetto finanziario dei suoi contratti, assicurandosi di essere adeguatamente remunerato al crescere della sua popolarità. Per I Lombardi ed Ernani (1844) era stato pagato 12 000 lire (ivi compresa la supervisione delle produzioni); Attila e Macbeth (1847), gli fruttarono 18 000 lire l'uno. I suoi contratti con gli editori Ricordi, stipulati nel 1847, erano molto dettagliati circa gli importi che avrebbe ricevuto per nuove opere, prime produzioni, arrangiamenti musicali e così via. Iniziò, quindi, ad usare la sua crescente prosperità per investire i proventi nell'acquisto di terreni nei pressi del suo paese natale. Nel 1844 acquisì "Il Pulgaro", 23 ettari di terreno agricolo con casa colonica e annessi e regalò nel maggio del 1844 una casa ai suoi genitori. Nello stesso anno acquistò anche Palazzo Cavalli (ora noto come Palazzo Orlandi) su via Roma, la strada principale di Busseto. Nel maggio 1848 Verdi firmò un contratto con cui acquistò dai signori Merli la terra e le case a Sant'Agata, che un tempo erano appartenute alla sua famiglia. Qui costruì la sua nuova casa, completata nel 1880, ora conosciuta come Villa Verdi, dove visse dal 1851 fino alla morte, e dove compose opere quali Rigoletto, Trovatore, La traviata, Aida e Otello.
Nel marzo 1843 Verdi visitò Vienna (dove Gaetano Donizetti era direttore musicale) per allestire una produzione del Nabucco. Il compositore più anziano, riconoscendo il talento di Verdi, osservò in una lettera scritta nel gennaio 1844: «Sono molto felice di dare modo a persone di talento come Verdi... Niente impedirà al buon Verdi di raggiungere presto una delle posizioni più onorevoli nella corte dei compositori». Verdi si recò a Parma, dove il Teatro Regio stava producendo Nabucco con Giuseppina Strepponi nel cast. Queste rappresentazioni eseguite nella sua regione natale furono un vero trionfo personale tanto più che suo padre, Carlo, partecipò alla "prima". Verdi rimase a Parma per alcune settimane dopo la data di partenza prevista. Il fatto alimentò le speculazioni che il ritardo fosse dovuto alla Strepponi (che, in seguito, dichiarò che la loro relazione era iniziata nel 1843). La Strepponi fu infatti conosciuta anche per i suoi numerosi rapporti amorosi (e i molti figli illegittimi) e la sua storia passata fu un fattore imbarazzante all'inizio del loro rapporto, almeno fino a quando non formalizzarono l'accordo di matrimonio.
Dopo il successo degli allestimenti di Nabucco a Venezia (con venticinque repliche nella stagione 1842/43), Verdi avviò trattative con l'impresario della Fenice per mettere in scena I Lombardi e per scrivere una nuova opera: l'Ernani. Tratto dall'omonimo dramma di Victor Hugo, Ernani fu concepito da Verdi fin dall'estate del 1843. Musicato nell'inverno successivo su libretto di Francesco Maria Piave, venne presentato al pubblico veneziano in marzo. La vicenda, ricca di colpi di scena e incentrata su un triplice amore, diede la possibilità a Verdi di approfondire la caratterizzazione di alcuni personaggi dal punto di vista drammaturgico e di iniziare ad affrancarsi dall'ingombrante influsso dei grandi compositori italiani dei primi decenni dell'Ottocento: Gioachino Rossini, Vincenzo Bellini e Gaetano Donizetti. L'opera fu premiata da un largo successo, e in sei mesi fu replicata in altri venti teatri italiani, nonché a Vienna.
Andrew Porter osservò che per i successivi dieci anni, la vita di Verdi «si legge come un diario di viaggio - un calendario di visite - per portare nuove opere sul palcoscenico o per sovraintendere alle prime locali». La Scala non fu scelta per il debutto di nessuna di queste nuove opere, ad eccezione di Giovanna d'Arco. Verdi «non perdonò mai i milanesi per la ricezione di Un giorno di regno».

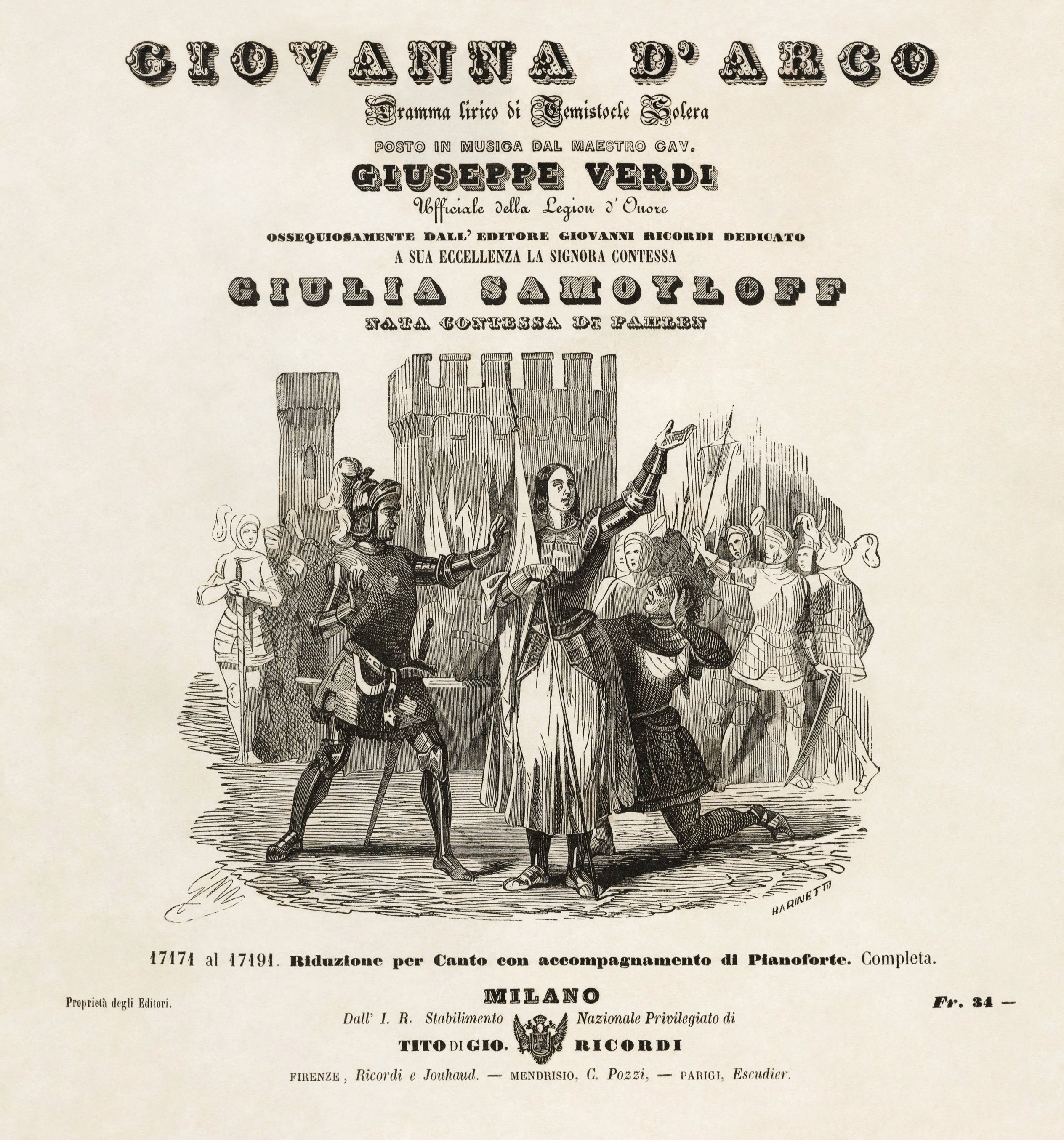
Frontespizio di una riduzione per canto e pianoforte dell'opera Giovanna d'Arco

Durante questo periodo, Verdi iniziò a lavorare in modo più coerente con i suoi librettisti. Ingaggiò nuovamente Piave per I due Foscari, eseguita a Roma nel novembre 1844, e Solera per Giovanna d'Arco, debuttata al Teatro alla Scala nel febbraio 1845, mentre nel mese di agosto dello stesso anno iniziò a lavorare con Salvadore Cammarano su Alzira per il Teatro di San Carlo di Napoli, di cui lo stesso compositore avrebbe poi detto «era proprio brutta». Solera e Piave lavorarono insieme su Attila. quest'ultima opera venne rappresentata alla Fenice di Venezia il 17 marzo 1846 ed ebbe un buon successo. 
Ad aprile 1844 Verdi assunse Emanuele Muzio, otto anni più giovane di lui, come allievo e amanuense. Lo conosceva fin da circa il 1828 come uno dei protetti di Barezzi. Muzio, che di fatto fu il solo allievo di Verdi, divenne una persona indispensabile per il compositore. Egli riferì a Barezzi che Verdi «ha una larghezza di spirito, di generosità, una saggezza». Nel novembre 1846 Muzio scrisse a proposito del maestro: «Se tu potessi vedere noi, mi sembra più come un amico, piuttosto che essere il suo allievo. Siamo sempre insieme a cena, nei caffè, quando giochiamo a carte... tutto sommato non va da nessuna parte senza di me al suo fianco, in casa abbiamo un grande tavolo e scriviamo insieme, quindi ho sempre il suo consiglio». Muzio rimase sempre associato a Verdi: assistette alla preparazione delle partiture e delle trascrizioni e condusse molte delle sue opere nelle loro "prime" negli Stati Uniti e altrove fuori d'Italia. Era stato scelto da Verdi come uno degli esecutori testamentari, ma scomparve prima del suo maestro, nel 1890.
Dopo un periodo di malattia, Verdi iniziò a lavorare su Macbeth nel settembre 1846. Egli dedicò l'opera a Barezzi: «Ho sempre inteso a dedicare un'opera a te, come sei stato un padre, un benefattore e un amico per me. È stato un dovere che avrei adempiuto prima se le circostanze imperiose non mi avessero impedito. Ora, io mando a voi Macbeth, che io apprezzo sopra tutte le mie altre opere, e quindi la ritengo degna di dedicarla a voi». Nel 1997 Martin Chusid scrisse che Macbeth fu l'unica delle opere di Verdi del suo "primo periodo" a rimanere regolarmente nel repertorio internazionale, anche se nel XXI secolo anche Nabucco è entrato in questa lista. Macbeth, presentata al Teatro La Pergola di Firenze nel 1847, è con ogni probabilità il capolavoro giovanile di Verdi. Musicata su libretto di Francesco Maria Piave, si ispira alla tragedia omonima di William Shakespeare, che nel 1830 era stata tradotta in italiano da Giuseppe Nicolini. Negli ultimi decenni è stata sottoposta a un intenso processo di rivalorizzazione, anche se generalmente viene rappresentata nella sua veste definitiva del 1865, riveduta e ampliata dal compositore bussetano. L'opera, dalle potenti connotazioni drammatiche, si differenzia dalle precedenti per un maggiore approfondimento psicologico dei protagonisti della tragedia (Macbeth e Lady Macbeth), preannunciando, con il suo debordante lirismo, la trilogia popolare di un Verdi entrato nella sua piena maturità espressiva.
La voce della Strepponi andò decadendo e i suoi impegni scemarono tra il 1845 e il 1846 e quindi tornò a vivere a Milano, pur mantenendosi in contatto con Verdi come sua «sostenitrice, promoter, consigliera non ufficiale e segretaria occasionale» fino a quando decise di trasferirsi a Parigi nel mese di ottobre 1846. Prima di lasciare Verdi gli diede una lettera in cui gli prometteva il suo amore.
Verdi, nel maggio 1847, completò I masnadieri per Londra, tranne che per l'orchestrazione. Lasciò ciò fino a quando l'opera fu in prova, dato che voleva sentire la «[Jenny] Lind e modificare il suo ruolo per adattarlo a lei il più precisamente». Verdi accettò di condurre la prima il 22 luglio 1847 al Teatro di Sua Maestà, nonché la seconda rappresentazione. La regina Vittoria e il principe Alberto presenziarono alla recita inaugurale e la maggior parte della critica fu generosa nei suoi commenti.
Per i successivi due anni, ad eccezione di due visite in Italia durante periodi di agitazione politica, Verdi abitò a Parigi. Ad una settimana dal suo ritorno nella capitale francese, nel luglio 1847, egli ricevette il suo primo incarico per l'Opéra di Parigi. Il compositore accettò di adattare I Lombardi ad un nuovo libretto; il risultato fu Jérusalem, che conteneva cambiamenti significativi alla musica e alla struttura del lavoro (tra cui una lunga scena di balletto) al fine di soddisfare le aspettative del pubblico parigino. Verdi fu anche insignito dell'Ordine di Cavaliere della Legion d'Onore. Per soddisfare i suoi contratti con l'editore Francesco Lucca, Verdi preparò Il corsaro. Il musicologo Julian Budden commentò che a nessun'altra delle sue opere, Verdi, dedicò così poco interesse prima che essa fosse messa in scena.

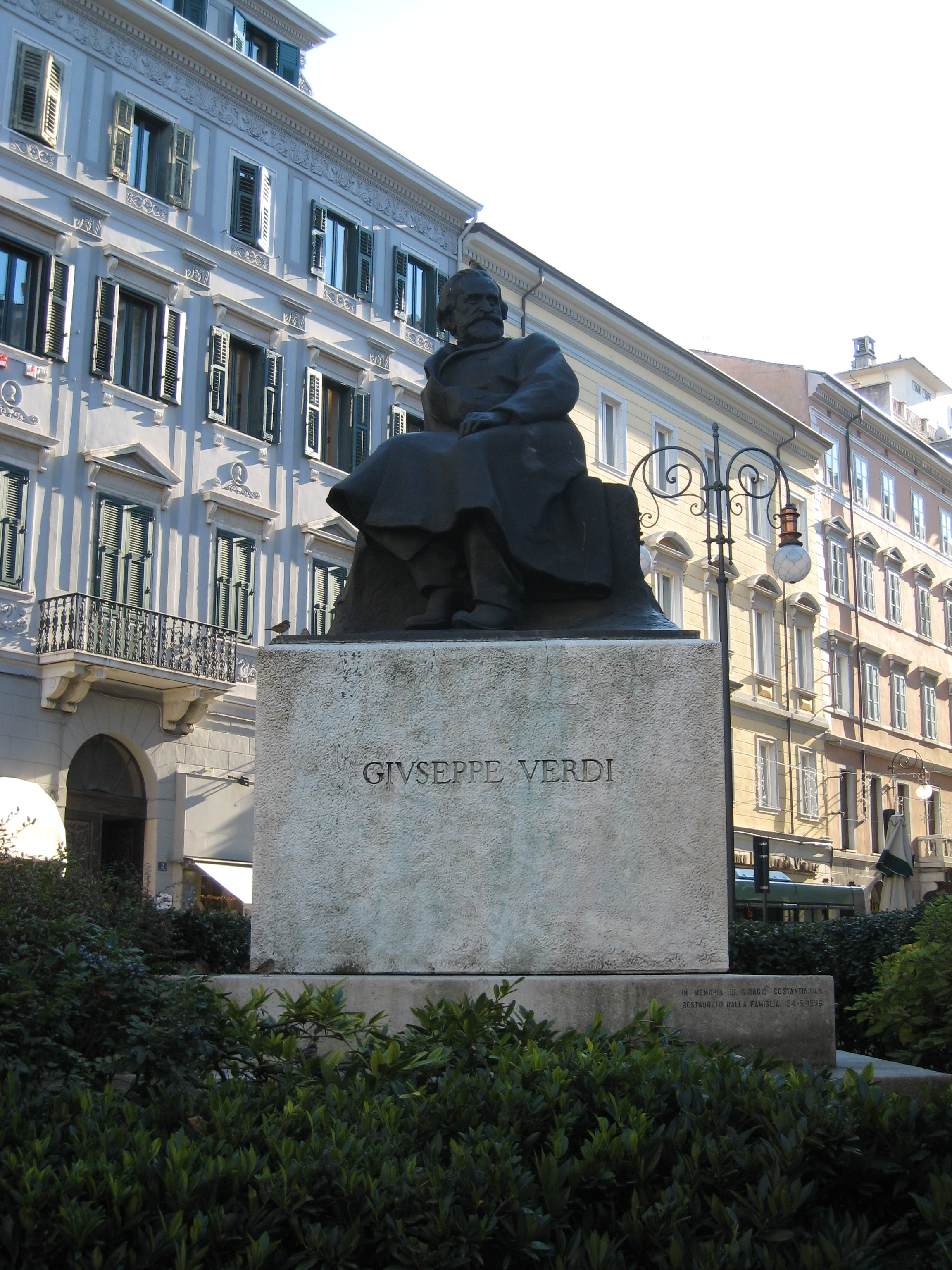
Il monumento a Giuseppe Verdi a Trieste

Sentendo la notizia delle Cinque giornate di Milano, gli scontri in strada avvenuti tra il 18 e il 22 marzo 1848 e che portarono momentaneamente gli austriaci fuori Milano, Verdi tornò nella città meneghina, arrivando il 5 aprile. Egli scoprì che Piave era ormai il "Cittadino Piave" della recente proclamata Repubblica di San Marco. Così gli scrisse una lettera patriottica che concluse con «Bandire ogni idea comunale meschina! Noi tutti dobbiamo tendere una mano fraterna, e l'Italia diventerà nuovamente la prima nazione del mondo... Sono ubriaco di gioia! Immagina che non ci sono più gli austriaci qui!»
Verdi era stato ammonito dal poeta Giuseppe Giusti, secondo il quale il compositore si era allontanato dai soggetti patriottici, consigliandolo di lasciare il "fantastico" per ispirarsi al "vero". Salvatore Cammarano suggerì l'adattamento de La Bataille de Toulouse di Joseph Méry del 1828, che descrisse come una storia «che dovrebbe suscitare ogni uomo con un'anima italiana». La prima fu fissata per la fine di gennaio 1849. Verdi andò a Roma prima della fine del 1848 dove vide che la città era sul punto di diventare una Repubblica (seppur di breve durata) e che aveva accolto La battaglia di Legnano con entusiasmo. Nello spirito del tempo si riscontrarono le ultime parole dell'eroe (il tenore), «Chi muore per la patria non può essere malvagio».
Verdi aveva programmato di tornare in Italia nei primi mesi del 1849, ma gli fu impedito dal lavoro e dalla malattia così come, molto probabilmente, dal suo crescente attaccamento alla Strepponi. Verdi e la Strepponi lasciarono Parigi nel mese di luglio 1849 a causa del verificarsi di un focolaio di colera e Verdi si recò direttamente a Busseto per continuare il lavoro sul completamento della sua opera successiva, Luisa Miller, per una produzione a Napoli che avrebbe avuto luogo nel corso dell'anno.
Nel 1849 venne presentata al pubblico napoletano Luisa Miller, opera meno affascinante di Macbeth, ma importante per l'evoluzione dello stile musicale e della drammaturgia verdiana; l'orchestrazione è più raffinata, il recitativo più incisivo e altrettanto la dimensione psicologia della protagonista. Anche nell'opera successiva, Stiffelio, rappresentata per la prima volta a Trieste nel 1850, Verdi caratterizzò fortemente la psicologia del personaggio centrale,, ma l'opera presentava alcune debolezze strutturali, dovute in parte ai drastici tagli operati dalla censura austriaca, che non le permisero di imporsi al grande pubblico italiano ed europeo. Ancora nel ventunesimo secolo Stiffelio è rappresentato raramente. Il fallimento di Stiffelio spinse Verdi a rielaborarlo, ma nemmeno la nuova versione, intitolata Aroldo (1857), riuscì a soddisfare il pubblico.

### La "trilogia popolare sincera"

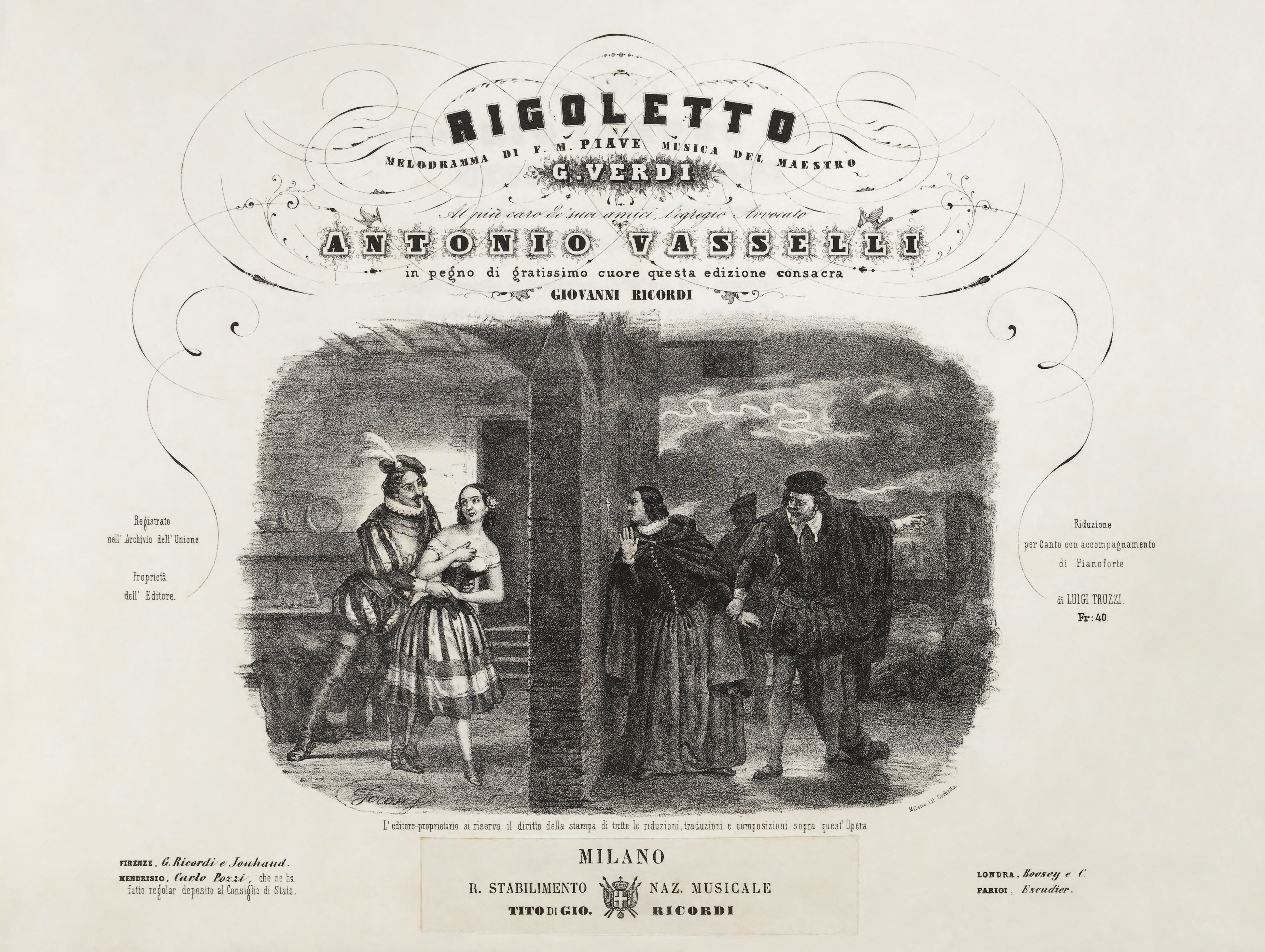
Frontespizio di una riduzione per canto e pianoforte del Rigoletto

Nel 1851, a seguito di negoziati con La Fenice, il compositore mise a punto un libretto con Piave e scrisse Rigoletto, melodramma in musica basato sul dramma storico Le Roy s'amuse di Victor Hugo, da rappresentare nel marzo dell'anno seguente. Fu questa la prima di tre opere (seguita da Il trovatore e La traviata) che suggellarono la sua fama. Tuttavia, Rigoletto inscenava un tentato regicidio, presentando situazioni scabrose e sordide, e rischiava di non avere fortuna se fosse intervenuta la mannaia della censura. Per evitare rischi in tal senso, Verdi sostituì il personaggio del Re con quello del Duca; l'opera riscosse un grande successo in tutta Italia e in Europa. Consapevole che l'aria del Duca, La donna è mobile, estremamente orecchiabile, sarebbe diventata un successo popolare, Verdi escluse l'orchestra dalle prove, facendo provare il tenore separatamente. Tratto dalla pièce di Victor Hugo, Rigoletto è un'opera profondamente innovativa sotto il profilo drammaturgico e musicale. Per la prima volta, al centro della vicenda di un'opera si trova un buffone di corte, per di più deforme. Si trattava di un personaggio molto diverso dalle grandi figure storiche, mitologiche o comunque socialmente attraenti dei melodrammi del passato; Rigoletto era di fatto un emarginato sociale. La dimensione profondamente emotiva dei protagonisti fu delineata da Verdi con maestria; azione e musica si rincorrono e si sostengono mutuamente in una vicenda che ha ritmi di sviluppo rapidi, senza cedimenti, né parti superflue.
Rigoletto si rivelò una dura battaglia che Verdi e Piave dovettero condurre contro la censura e una società "prude e ipocrita". Il soggetto si rivelò subito molto difficile da "vendere" e forse troppo all'avanguardia. Rappresentato a Parigi nel 1832, venne proibito dopo appena una recita. Se il pubblico parigino non era riuscito a sostenere questi temi, come avrebbe mai potuto quello in Italia, paese sotto il giogo straniero, tormentato dalla censura austriaca e oggetto dell'influenza della Chiesa cattolica, sopportare, ad esempio, la scena di una seduzione da parte di un sovrano perverso praticamente a sipario aperto?
Il titolo, evidentemente ironico, doveva essere cambiato e Verdi propendeva per La Maledizione, riferendosi a quella lanciata da Vallier (Monterone, nell'opera) in cui ne vedeva la morale. Piave, in realtà, non condivideva questa preferenza, ma ben presto fu la censura a dare ragione al poeta. Il 21 novembre 1850, appena cinque giorni dopo la presentazione del libretto, la censura proibì tutto deplorando
Ben presto, però, come spesso avveniva, i censori tornarono sui loro passi; Piave sapeva come trattarli e iniziò a sostenere, affiancato dalla presidenza de la Fenice spossanti trattative. Le richieste della censura ne rivelarono la cieca ottusità, ma fu anche grazie a questa cecità che possiamo ora leggere uno dei passi che meglio rivelano la drammaticità e il realismo dello stile verdiano.
Alla fine Verdi uscì ancora una volta vittorioso dal suo scontro con la censura e l'opera venne felicemente rappresentata l'11 marzo 1851. Massimo Mila afferma in uno dei suoi studi verdiani che il compositore di Busseto con Rigoletto, arrivò alla «conquista dell'unità drammatica».
Il successo di Rigoletto si ripeté con Il trovatore, frutto di un accordo con la società Opera di Roma, con l'obiettivo di presentare un'opera per il gennaio 1853. Grazie alle ingenti somme guadagnate, Verdi non necessitava più di commissioni per vivere e quindi poteva permettersi di sviluppare opere per conto proprio senza dover dipendere da richieste di terzi. Il trovatore fu infatti la prima opera, a parte Oberto, che scrisse senza una specifica commissione. L'opera, dall'impianto più tradizionale ma altrettanto affascinante, è oltretutto un dramma di grande originalità perché si struttura su una vicenda povera di avvenimenti e dove i protagonisti o sono proiettati verso un futuro gravido di incognite, o immersi nei ricordi di un passato lontano che ne condiziona l'azione e che li sospinge verso un destino di morte ineluttabile. Con quest'opera Verdi scrisse alcune fra le sue pagine più alte, ricche di patetismo e suggestioni tardo-romantiche che sarebbero nuovamente emerse pochi mesi più tardi. Più o meno nello stesso tempo, infatti, iniziò a prendere in considerazione la creazione di un'opera tratta dal Re Lear di Shakespeare.

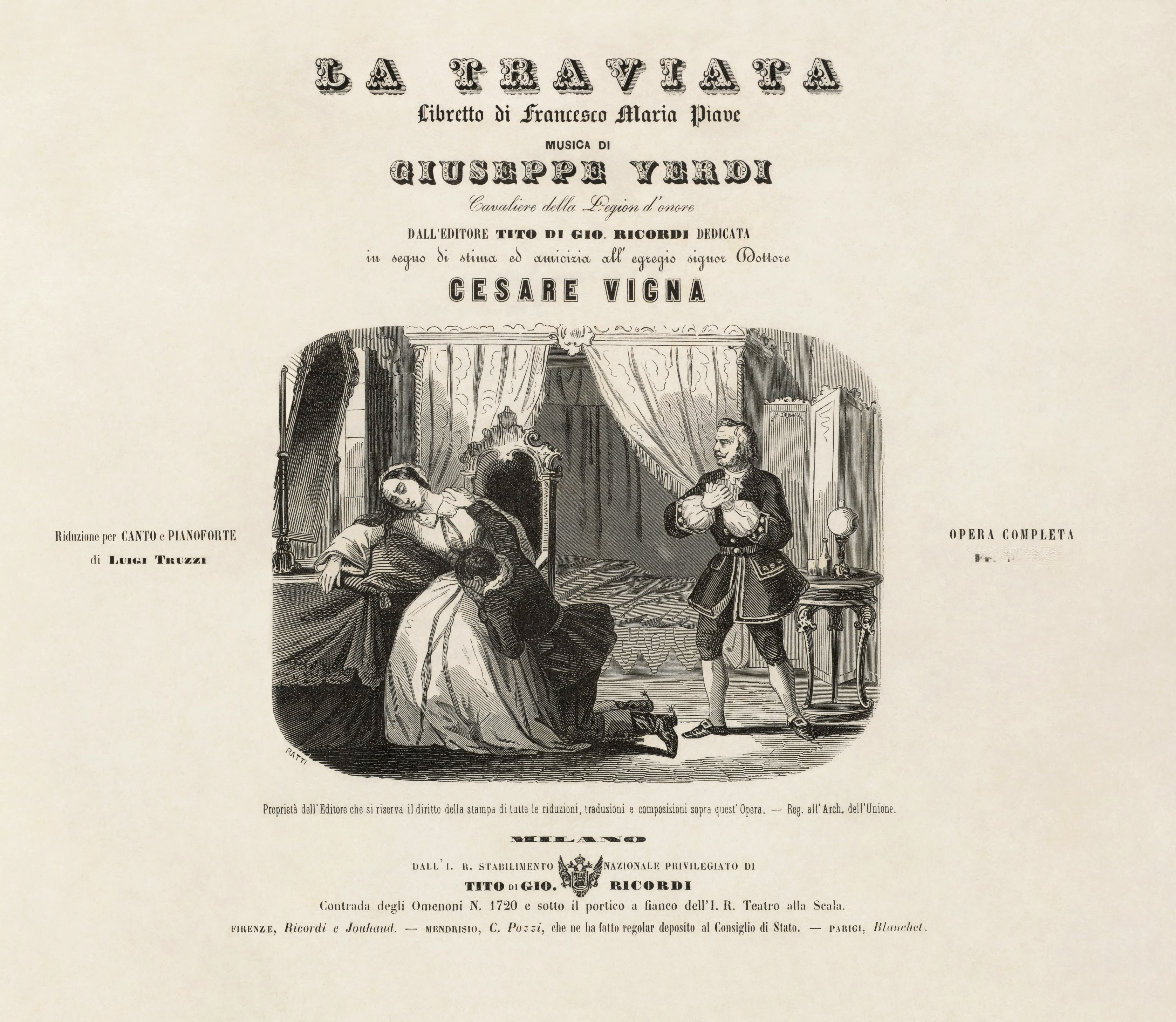
Frontespizio di una riduzione per canto e pianoforte de La traviata

Nell'inverno del 1851-1852, Verdi si recò a Parigi con la Strepponi, dove concluse un accordo con l'Opéra per scrivere quella che diventò Les vêpres siciliennes (I vespri siciliani). A febbraio 1852, la coppia partecipò ad una rappresentazione de La signora delle camelie di Alexandre Dumas; Verdi iniziò così a comporre la musica di La traviata.

È così che Verdi annuncia a Muzio l'infausto esito dell'ultima opera della trilogia, registrato il 6 marzo 1853, alla Fenice di Venezia. A lungo maturata e poi scritta di getto, come era solito fare Verdi, l'opera ebbe meno problemi di produzione, ma l'esito fu proprio inglorioso. La traviata, tratta da La signora delle camelie di Alexandre Dumas, venne subito «tacciata d'immoralità e turpitudine», non tanto dalla censura, ma soprattutto dal pubblico stesso. Questo pubblico, però, quello veneziano, fu lo stesso che, il 6 maggio 1854, ora al Teatro San Benedetto, la accolse trionfalmente. Verdi, in una lettera al De Sanctis del 26 maggio, concludeva freddamente: 

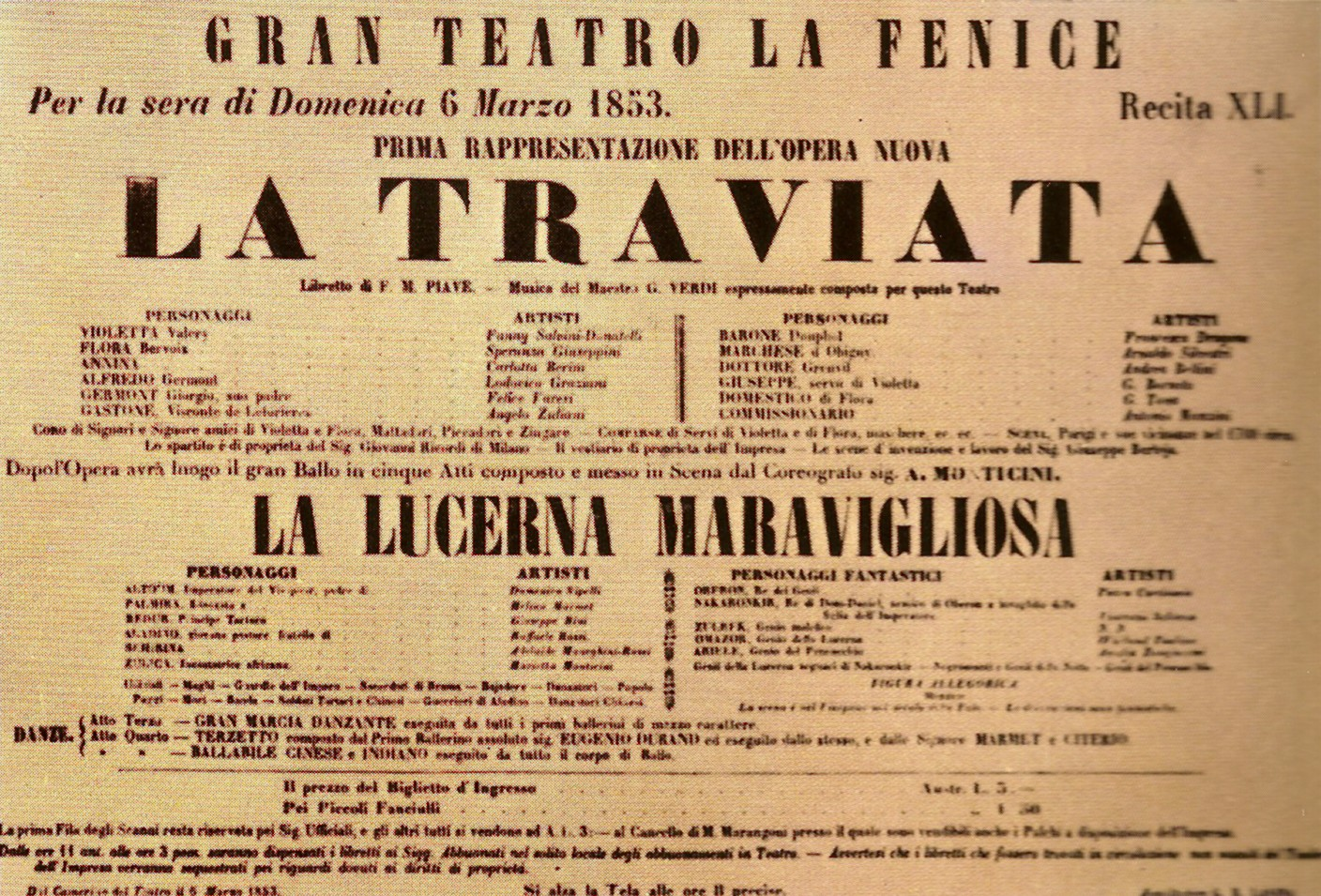
Cartellone della rappresentazione de La Traviata del 6 marzo 1853

La traviata ruota attorno alla storia di una cortigiana travolta dall'amore per un giovane di buona famiglia. Più che su alcuni accadimenti esteriori, la vicenda viene vissuta all'interno della coscienza della protagonista la cui natura umana è scandagliata da Verdi in tutte le sue minime sfumature. Le scelte stilistiche del grande compositore risultano sempre adeguate alla complessa drammaturgia dell'opera e si traducono in un raffinamento orchestrale e in una complessità armonica la cui modernità non venne all'epoca pienamente recepita. Alcuni critici considerano La Traviata una vera e propria pietra miliare nella creazione del dramma borghese degli ultimi decenni dell'Ottocento e ne evidenziano l'influenza su Puccini e gli autori veristi suoi contemporanei.
Con La traviata si concluse un periodo frenetico della vita di Verdi. Dopo esser sopravvissuto a questi "sedici anni di galera" il compositore poté finalmente dedicarsi con calma e meditazione a tutte le opere che seguirono. Secondo Mila, adesso, all'alba dei quarant'anni, termina la "giovinezza di Verdi". Ora, al massimo delle proprie capacità e reduce da questo lungo e faticoso "tirocinio", il compositore potrà avviarsi, approfittando nuovamente del Mila, verso una "seconda perfezione".

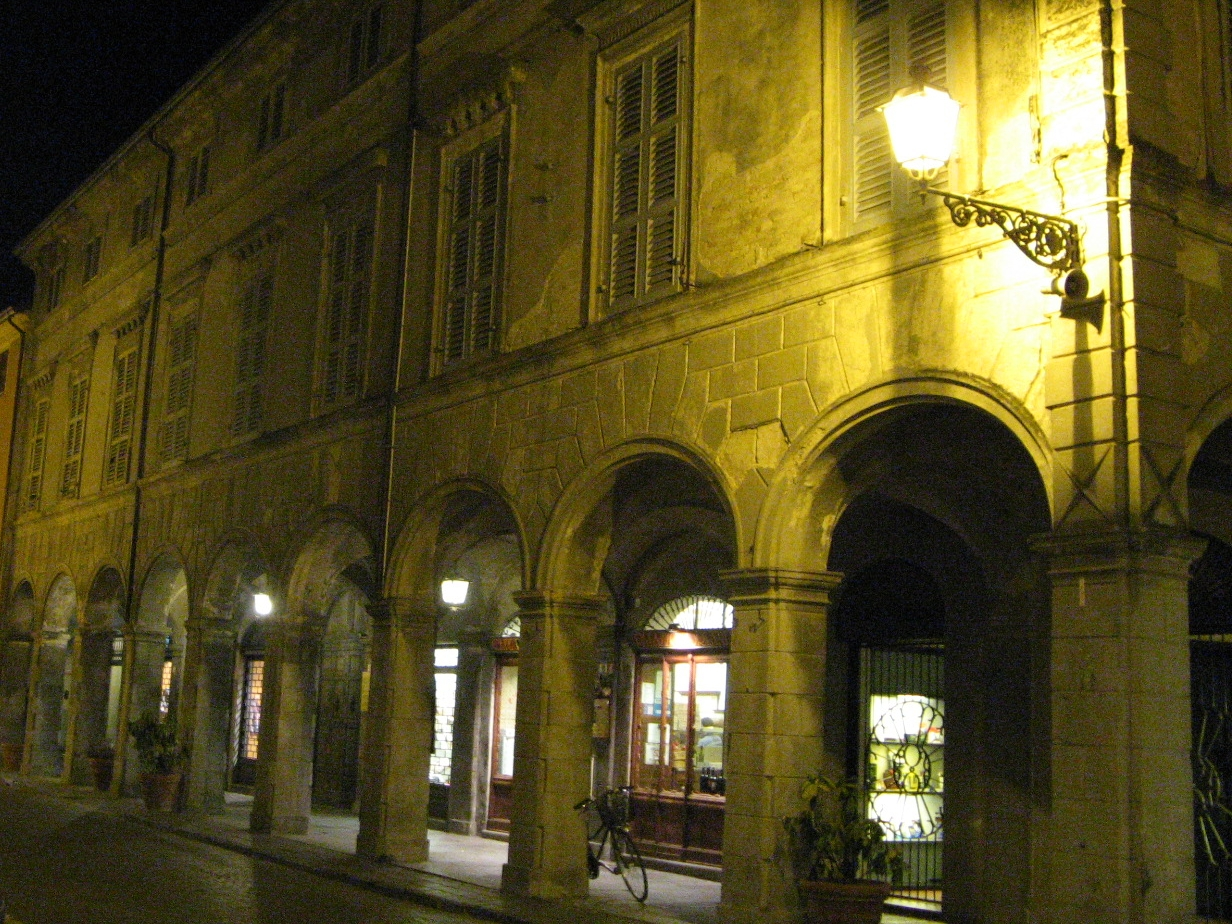
Palazzo Orlandi a Busseto

Durante questo periodo, alcune questioni famigliari preoccuparono Verdi. In particolar modo come i cittadini di Busseto stavano trattando Giuseppina Strepponi, con la quale conviveva a Palazzo Orlandi senza averla sposata. Inoltre, Verdi era preoccupato per l'amministrazione dei suoi beni e in particolar modo della nuova acquisizione a Sant'Agata. Un crescente distacco tra il compositore e i suoi genitori potrebbe essere attribuibile alla relazione con la Strepponi. Nel gennaio del 1851 i rapporti tra Verdi e i suoi erano ormai così tesi che nel mese di aprile essi lasciarono Sant'Agata. Verdi trovò loro tuttavia una nuova residenza e li aiutò finanziariamente a stabilirsi nella nuova dimora. Non può trattarsi di una coincidenza che tutte le sei opere scritte nel periodo 1849-1853 (La battaglia, Luisa Miller, Stiffelio, Rigoletto, Il trovatore e La traviata) abbiano come personaggio fondamentale delle eroine che, secondo la critica di Joseph Kerman, sono «donne che arrivano al dolore a causa della trasgressione sessuale, reale o percepita». Kerman, come lo psicologo Gerald Mendelssohn, vede in questa scelta di soggetti l'influenza della passione inquieta di Verdi per la Strepponi. Verdi e la Strepponi si trasferirono a Sant'Agata il 1º maggio 1851.

### La "trilogia popolare difettata"
Negli anni tra il 1853 e il 1871, nonostante avesse ormai ampiamente raggiunto e consolidato il proprio successo, Verdi ridusse notevolmente il suo lavoro, curando la sua attività di proprietario terriero nella regione natale. Infatti, mentre negli undici anni precedenti aveva composto sedici opere, delle quali l'ultima era stata, appunto, La traviata nel 1853, nei seguenti diciotto scrisse solo sei opere: Les vêpres siciliennes, Simon Boccanegra, Un ballo in maschera, La forza del destino, Don Carlos e Aida (1871).
Con la "trilogia popolare", Verdi si era imposto come il più celebre musicista del suo tempo. Eugène Scribe, all'epoca librettista dell'Opéra di Parigi, propose al compositore un testo in francese per un'opera da rappresentare nella Ville Lumière. Non senza esitazioni, Verdi accettò. Ne uscì un'opera, Les vêpres siciliennes (1855), di notevole impatto musicale ma poco convincente sotto il profilo drammaturgico. L'opera, inquadrabile nel genere del grand opéra, con spettacolari messe in scena, coreografie e movimenti di massa, poco si addiceva al compositore, approdato con La traviata a un melodramma di carattere più intimista, psicologico. Maggior successo avrebbe avuto, pochi mesi più tardi, la versione italiana dell'opera, I vespri siciliani (Parma, 1855), portata in scena nel secondo dopoguerra da alcuni fra i più famosi direttori d'orchestra e interpreti della lirica internazionale (celebre la rappresentazione scaligera di Victor de Sabata-Callas del 1951).

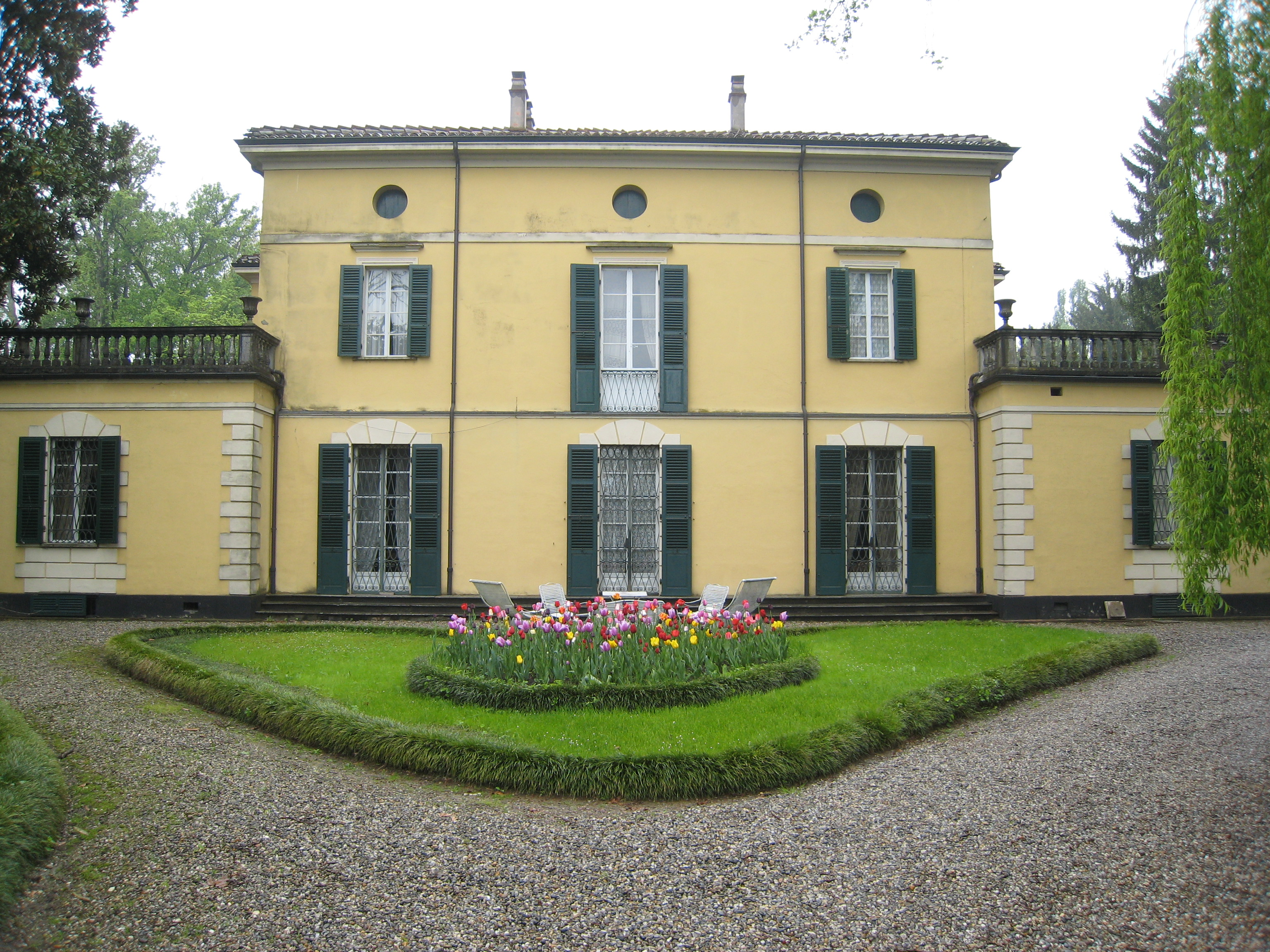
La villa di Verdi a Sant'Agata

Proprio in quegli anni Verdi aveva maturato il ritorno alla vita di campagna, concretizzato con il citato acquisto della tenuta di Sant'Agata. Si dedicò così, con grande impegno ed energia, alle attività della fattoria, seguendole in prima persona. In una lettera indirizzata alla contessa Maffei scrisse: «Non sto facendo nulla. Non leggo. Non scrivo. Cammino nei campi dalla mattina alla sera, cercando di recuperare..., finora senza successo, dai problemi di stomaco che mi ha causato I vespri siciliani. Maledette opere». Le lettere indirizzate al fattore sono una riprova di quanto il "cigno di Busseto" fosse esperto in fatto di pioppicoltura, di allevamento di cavalli, di irrigazione dei campi, di enologia. Quanto poi fosse competente e si tenesse al corrente delle ultime novità si può dedurre da una lettera, datata marzo 1888 e indirizzata ai fratelli Ingegnoli che gli avevano mandato in omaggio sei cachi di cui avevano appena iniziato, in Italia, la coltivazione; Verdi se ne mostrò subito entusiasta, auspicandone la diffusione su tutto il territorio nazionale. Il 31 agosto 1857 Verdi ottenne dalla Repubblica di San Marino il titolo di patrizio sanmarinese.

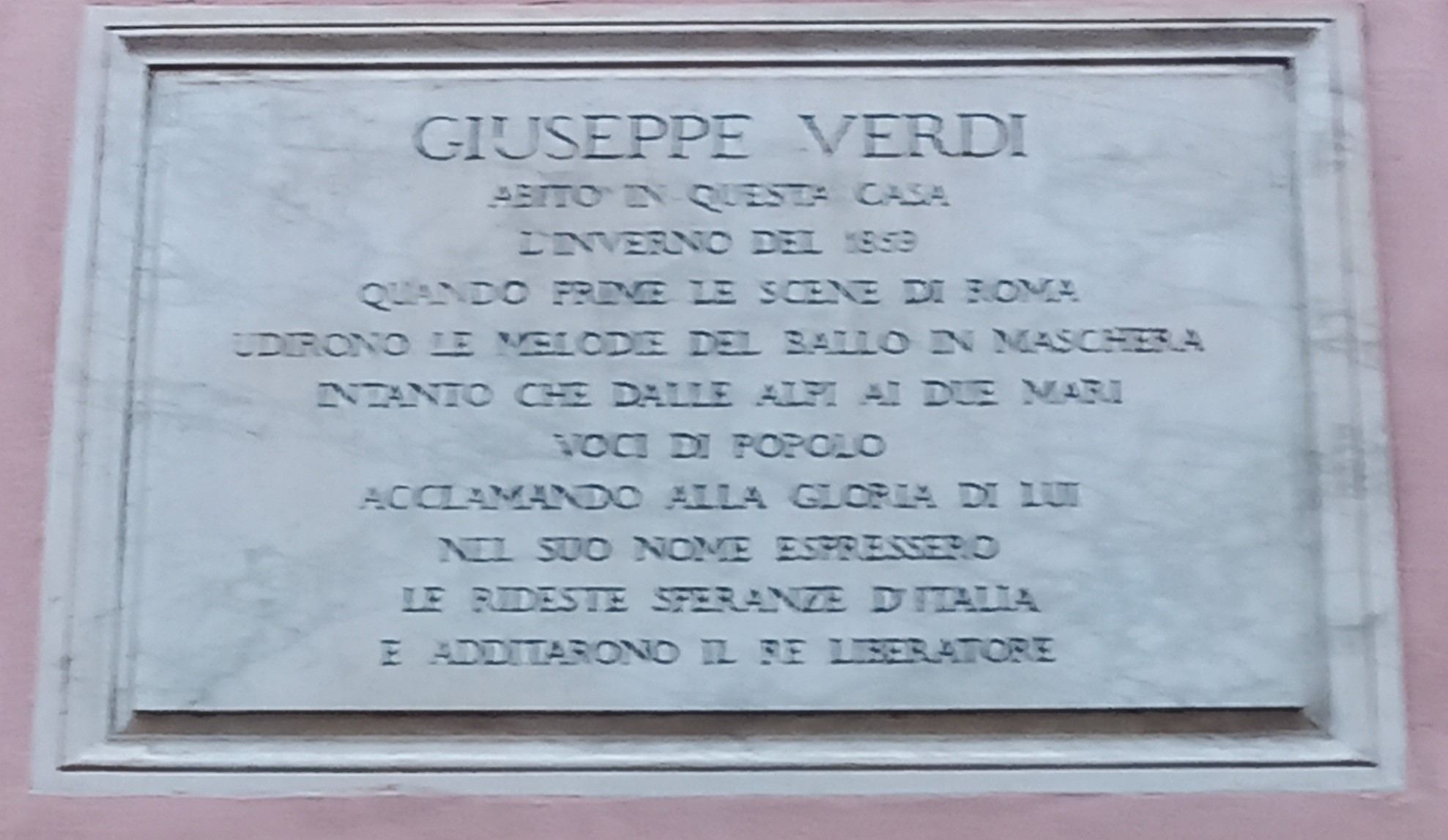
Memoria di Verdi a Roma in via Campo Marzio

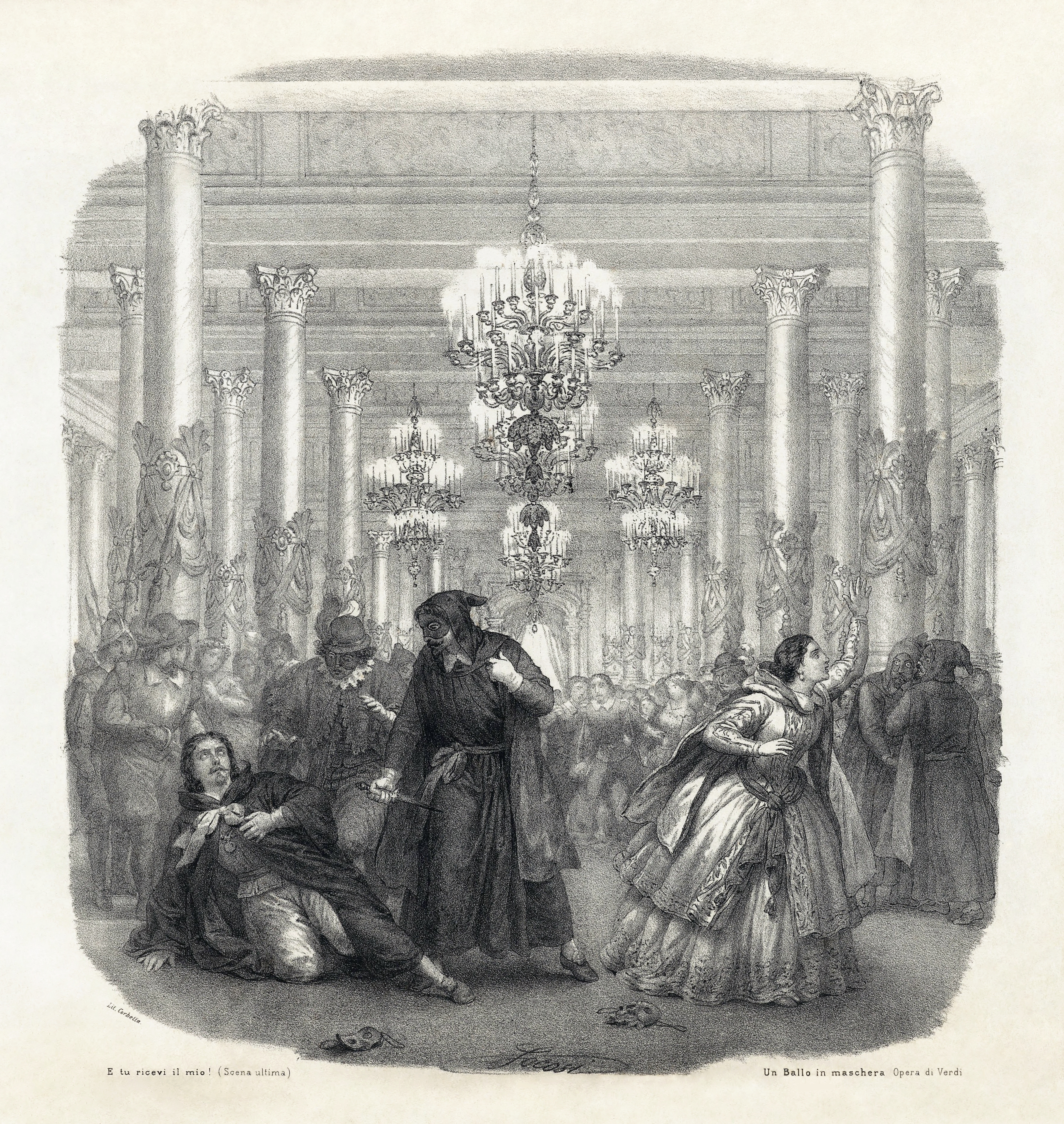
Litografia della scena finale di Un ballo in maschera (E tu ricevi il mio!), utilizzata come frontespizio di una riduzione per canto e pianoforte dell'opera

La seconda metà degli anni cinquanta dell'Ottocento rappresentò per il compositore anni di travaglio: Verdi poteva finalmente comporre senza fretta, ma l'intero mondo musicale stava lentamente cambiando. Sui palcoscenici italiani, il Simon Boccanegra, presentato al pubblico veneziano nel 1857, non piacque. Il dramma, prettamente politico, non aveva quei risvolti sentimentali che tanto appassionavano gli spettatori del tempo e dovette attendere quasi cinque lustri e una rielaborazione radicale (cui collaborò anche Arrigo Boito) per imporsi definitivamente nel repertorio lirico italiano e internazionale (1881).
All'inizio del gennaio 1858, insieme alla Strepponi, Verdi si recò a Napoli per lavorare con Antonio Somma sul libretto dell'opera Gustave III, ou Le Bal masqué, tratto a sua volta da quello di Eugène Scribe per Daniel Auber, che nel corso di un anno sarebbe diventato Un ballo in maschera. Il libretto si scontrò con i severi requisiti della censura napoletana, che rifiutava l'assassinio di un capo di Stato e la rappresentazione dell'adulterio di Amelia (il censore suggerì di farla diventare sorella piuttosto che moglie di Riccardo), tanto che Verdi affermò: «Sto affogando in un mare di guai. È quasi certo che i censori proibiranno il nostro libretto». Non avendo speranza di vedere il Gustavo III inscenato così come scritto, il compositore ruppe il suo contratto. Il gesto provocò alcune controversie giuridiche, che però alla fine si risolsero, e l'opera fu presentata al Teatro Apollo di Roma cambiando il titolo in Un ballo in maschera. Nonostante le traversie, ebbe notevole successo; in essa Verdi mescolò sapientemente elementi del teatro tragico e di quello leggero dell'Opéra-comique. Creazione musicalmente e drammaturgicamente raffinata, stilisticamenre elegante, Un ballo in maschera rappresenta un'umanità vagamente inquieta, non esente da ambiguità, che trova nella relazione fra i due protagonisti i suoi momenti liricamente più elevati.
In questo periodo Verdi iniziò a chiamare la Strepponi «mia moglie», mentre lei si firmava Giuseppina Verdi.

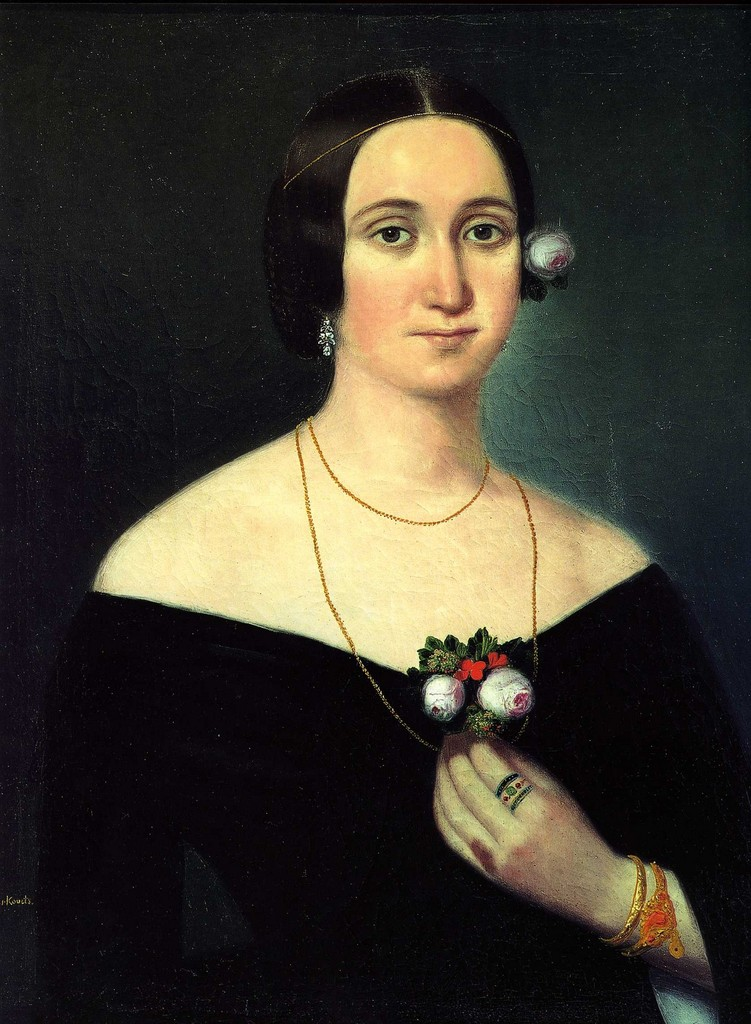
Giuseppina Strepponi, la seconda moglie di Verdi, in un ritratto di Karoly Gyurkovich

Tornando a Sant'Agata nel marzo 1859, Verdi e Strepponi trovarono la vicina città di Piacenza occupata da circa 6 000 soldati austriaci che l'avevano eletta ad avamposto per contrastare le idee di unificazione dell'Italia. Nella successiva seconda guerra di indipendenza italiana, gli austriaci abbandonarono la regione e la Lombardia, pur mantenendo il controllo della regione di Venezia, secondo i termini dell'armistizio firmato a Villafranca. Verdi rimase disgustato dalla mancata annessione del Veneto.
Il 29 agosto 1859, Verdi e Strepponi si sposarono presso il villaggio di Collonges-sous-Salève, allora parte del Piemonte. La cerimonia fu celebrata in assoluta segretezza e i testimoni furono il cocchiere che li aveva portati lì e il campanaro della chiesa. Tornati a Sant'Agata, Verdi iniziò a ristrutturare la residenza, lavori che continuarono per diversi anni. Venne realizzata una stanza quadrata che divenne la sua stanza da lavoro, la sua camera da letto e il suo ufficio.

### 1860-1887: daLa forza del destinoaOtello

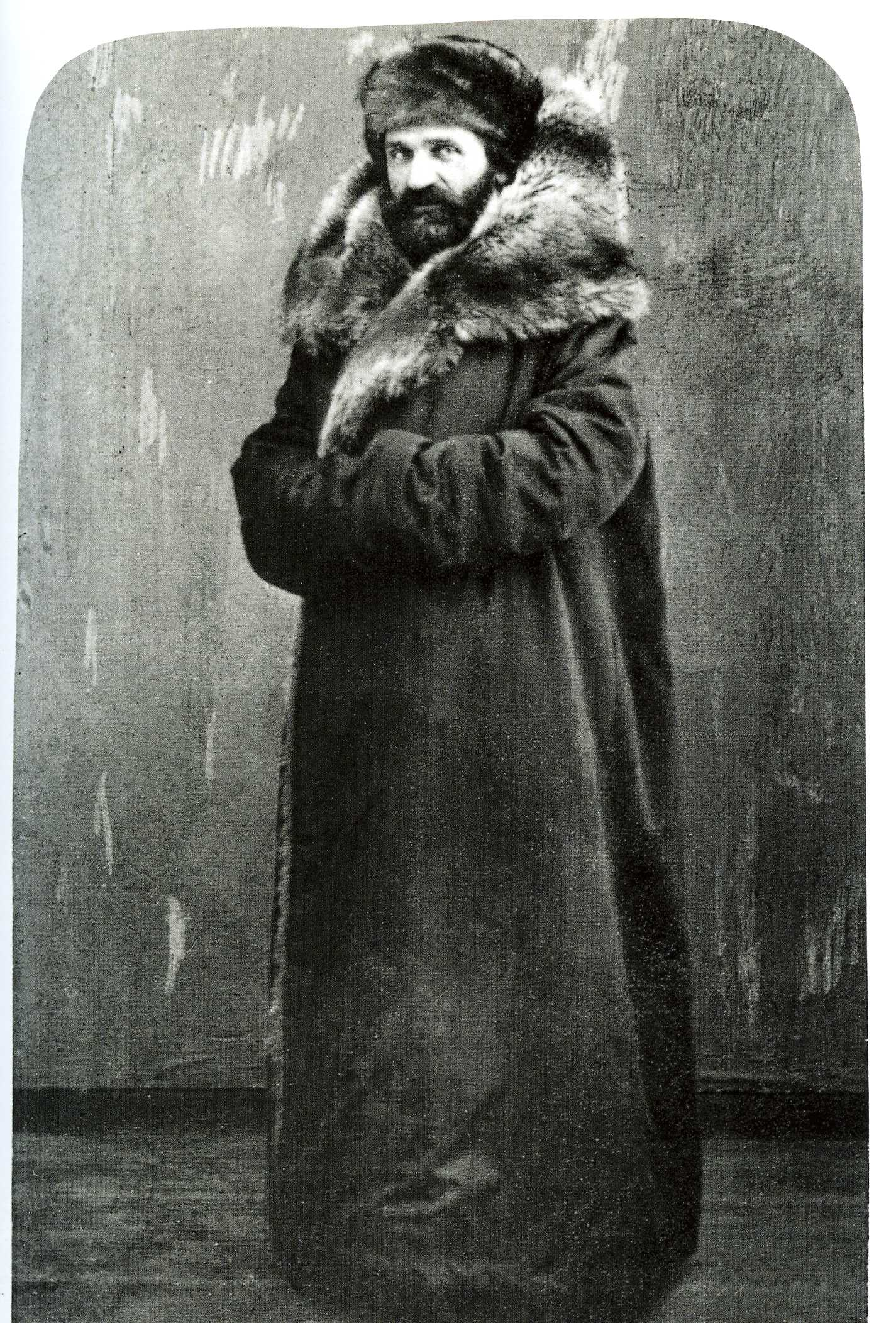
Verdi in Russia

Nel dicembre 1860 Verdi ricevette un'offerta da parte del Teatro Imperiale di San Pietroburgo di un compenso di 60 000 franchi oltre a tutte le spese per la realizzazione di un'opera. Per adempiere a questa commissione, Verdi pensò di adattare Don Alvaro o La fuerza del sino dello scrittore spagnolo Ángel de Saavedra. Tale idea si concretizzò nell'opera La forza del destino, un interessante connubio di elementi comici e tragici (con decisa prevalenza di questi ultimi), con Piave che si occupò della stesura del libretto. L'opera possiede un indubbio vigore musicale anche se appare in alcuni punti meno compatta, meno unitaria della precedente sotto il profilo teatrale. Verdi giunse a San Pietroburgo nel dicembre 1861 per la prima, ma alcuni problemi con la compagnia di canto ne provocarono il rinvio.
Il 24 febbraio 1862 Verdi fece ritorno dalla Russia a Parigi, dove incontrò due giovani scrittori italiani: Arrigo Boito e Franco Faccio. Verdi era stato invitato a scrivere un brano musicale per la Grande esposizione di Londra del 1862, e il compositore scelse Boito per la scrittura del testo che divenne l'Inno delle Nazioni. Nel mese di settembre dello stesso anno, finalmente si riuscì a mettere in scena a San Pietroburgo la prima de La forza del destino. A testimonianza della fortunata esperienza in terra russa, Verdi fu insignito dell'Ordine di San Stanislao.

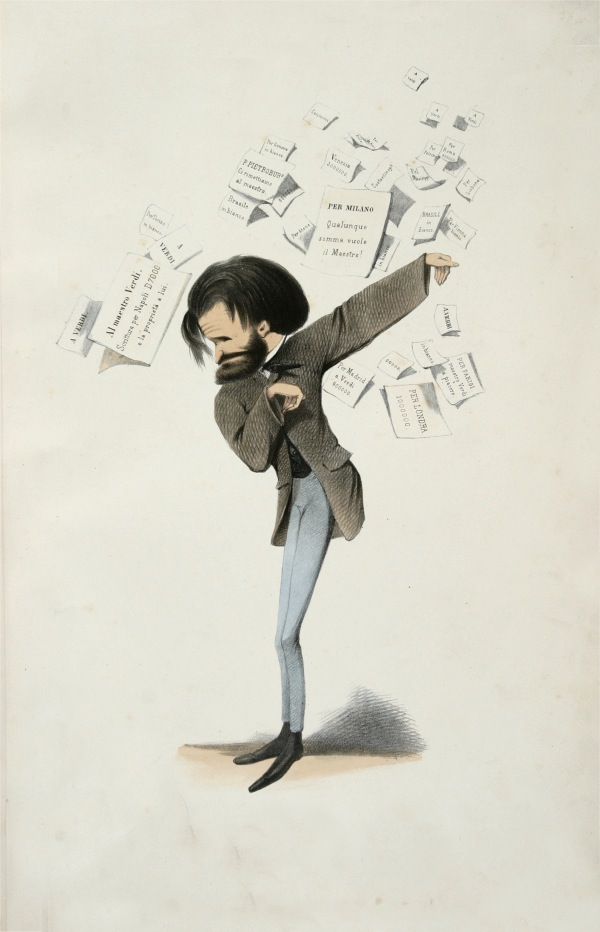
Caricatura dell'amico Delfico (1860)

Una ripresa di Macbeth a Parigi nel 1865 non ricevette un pieno successo, ma fece ottenere a Verdi una commissione per una nuova opera: Don Carlos, basata sul dramma omonimo di Friedrich Schiller. L'opera ricevette giudizi contrastanti. Mentre il critico Théophile Gautier elogiò il lavoro, il compositore Georges Bizet rimase deluso dal cambiamento di stile di Verdi, sostenendo che «Verdi non è più l'italiano. Sta seguendo Wagner». Don Carlos, tuttavia, è considerato uno dei grandi capolavori verdiani. In quest'opera il compositore, pur facendo proprie alcune impostazioni del grand opéra (fra cui l'articolazione in cinque atti, l'inserimento di un balletto fra il terzo e quarto atto e la creazione di alcune scene particolarmente spettacolari), riesce a scavare in profondità nella psicologia dei protagonisti, offrendoci una poderosa raffigurazione del dramma umano e politico che sconvolse la Spagna nella seconda metà del XVI secolo e che ruota attorno alla logica spietata della ragion di stato.
Nel corso del decennio tra il 1860 e il 1870, Verdi prestò grande attenzione alla sua tenuta vicino a Busseto, acquisendo ulteriore terreno e migliorandone gli impianti, affrontando raccolti variabili e crisi economiche. Nel 1867, sia suo padre Carlo, con il quale aveva restaurato buoni rapporti, sia il suo mecenate Antonio Barezzi morirono. Verdi e Giuseppina decisero di adottare la pronipote di Carlo, Maria Filomena Verdi, di sette anni, come figlia propria.
La massima maturazione umana e artistica del compositore di Busseto culminò con Aida, andata in scena a Il Cairo la vigilia di Natale del 1871. L'opera fu il risultato finale dei contatti tra Verdi e il kedivè d'Egitto, che nel 1869 aveva invano tentato di ottenere dal maestro un inno per l'inaugurazione del Canale di Suez. Il libretto di Aida, scritto in francese da Camille du Locle sulla base di uno scenario immaginato dall'egittologo Auguste Mariette, fu trasformato in versi italiani da Antonio Ghislanzoni. A Verdi fu offerta l'enorme somma di 150 000 franchi per l'opera, tuttavia egli confessò di non aver mai ammirato la civiltà dell'Antico Egitto. Aida costituisce un ulteriore, grande passo in avanti verso la modernità. Per i gioielli di scena e per gli arredi il Verdi si affidò allo scultore italiano residente al Cairo Giuseppe Parvis. Il quasi completo abbandono dei pezzi a forma chiusa e l'uso ancor più accentuato che in passato di temi e motivi musicali ricorrenti potrebbero accostare tale opera al dramma wagneriano. In realtà Verdi aveva seguito un percorso del tutto autonomo in Aida, opera fondamentalmente intimista e poggiata su una vocalità dalle caratteristiche prettamente italiane. Ricordiamo a questo proposito che la prima opera wagneriana ad essere rappresentata in Italia fu il Lohengrin a Bologna, e ciò avvenne dopo la prima esecuzione dell'Aida. Verdi era tuttavia già al corrente di alcune innovazioni musicali del grande compositore tedesco, verso il quale inizialmente non nutriva molta stima.

Foto di Giuseppe Verdi, con firma autografa, donata a Francesco Paolo Frontini

Verdi trascorse gran parte dei due anni seguenti a sovrintendere alle produzioni italiane di Aida a Milano, Parma e Napoli. Durante le prove per la produzione di Napoli scrisse il suo Quartetto in mi minore per archi, l'unica musica da camera da lui scritta di cui si abbia prova, che fu eseguita privatamente nel suo appartamento.
Nel 1869, a Verdi fu chiesto di comporre una sezione per una messa da requiem in memoria di Gioachino Rossini. Egli completò il lavoro che, tuttavia, abbandonò per cinque anni, fino a quando venne ripreso per il Requiem in memoria di Alessandro Manzoni. La prima esecuzione si tenne il 22 maggio 1874 nella chiesa di San Marco di Milano in occasione dell'anniversario della morte del celebre scrittore. Il soprano lirico-drammatico Teresa Stolz (1834-1902), che aveva cantato nelle produzioni a La Scala, dal 1865 in poi fu la solista nelle prime e in molte delle successive esecuzioni del Requiem; nel febbraio 1872 cantò Aida in anteprima europea a Milano e instaurò un rapporto personale con Verdi (la cui esatta natura è stata oggetto di congetture, mai ben dimostrate), suscitando l'inquietudine iniziale di Giuseppina Verdi. Tuttavia, le due donne si riconciliarono e la Stolz rimase in buoni rapporti fino alla morte di Verdi.
Nel 1875 Verdi diresse il suo Requiem a Parigi, Londra e Vienna e nel 1876 a Colonia. Nonostante i più ritenessero che quella fosse la sua ultima opera, segretamente Verdi iniziò a lavorare su Otello, che Boito gli propose privatamente nel 1879. La composizione fu ritardata per via di una revisione del Simon Boccanegra e del Don Carlos. Conteso da numerosi teatri, infine, l'Otello debuttò trionfalmente alla Scala nel febbraio del 1887.

### 1887-1901:Falstaffe gli ultimi anni

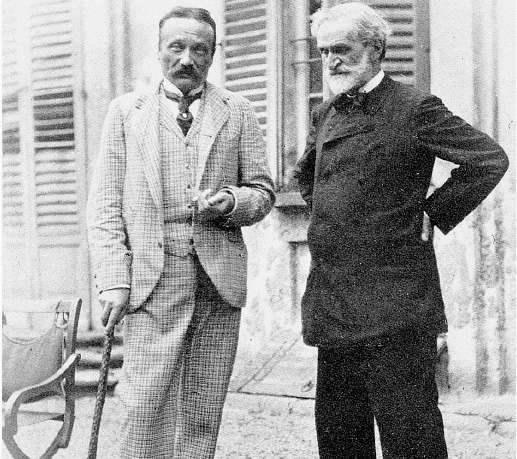
Arrigo Boito (librettista dell'Otello) e Giuseppe Verdi

Boito iniziò a lavorare su un libretto basato su Le allegre comari di Windsor con materiale aggiuntivo tratto dall'Enrico IV, parte I e parte II. Boito era una figura di spicco della Scapigliatura, filiazione italiana del movimento artistico bohémien. Verdi ricevette la bozza probabilmente ai primi di luglio 1889 ma, nonostante avesse dimostrato un certo apprezzamento, nutriva forti dubbi circa la possibilità di completare il progetto: la sua età, la sua salute e la morte di amici a lui particolarmente vicini, lo gettarono in uno stato di depressione. Tuttavia, a fasi alterne, si mise al lavoro per realizzare Falstaff.
La prima rappresentazione di Falstaff ebbe luogo al Teatro alla Scala il 9 febbraio 1893. Per la prima rappresentazione, i prezzi ufficiali dei biglietti furono trenta volte più alti del solito. La famiglia reale, l'aristocrazia, i critici e i protagonisti del mondo della cultura di tutta Europa erano presenti. La performance fu un enorme successo, furono richiesti numerosi bis e alla fine gli applausi per Verdi e il cast durarono un'ora. A ciò seguì un benvenuto tumultuoso quando il compositore, sua moglie e Boito arrivarono al Grand Hotel de Milan.
Le successive rappresentazioni di Falstaff, tuttavia, in un primo momento lasciarono perplesso il grande pubblico verdiano e, più in generale, i melomani italiani. Per la prima volta dopo lo sfortunato Un giorno di regno, infatti, l'anziano Verdi si cimentava nell'opera buffa, ma con la sua estrema commedia aveva accantonato in un sol colpo tutte le convenzioni formali dell'opera italiana, dando prova di una vitalità artistica, di uno spirito aperto alla modernità e di un'energia creativa sorprendenti. Falstaff fu sempre amato dai compositori ed esercitò un influsso decisivo sui giovani operisti, come Puccini.
Negli ultimi anni Verdi intraprese una serie di iniziative filantropiche: nel 1894 pubblicò una musica a beneficio delle vittime del terremoto avvenuto in Sicilia e dal 1895 in poi pianificò e sovraintese alla costruzione di una Casa di Riposo per musicisti in pensione a Milano e finanziò interamente un ospedale a Villanova, il suo comune di residenza e paese d'origine dei Verdi. A questo nosocomio, inaugurato nel 1888, il Maestro destinerà nel testamento parte dei propri terreni, insieme ad altre volontà che testimoniano il suo forte legame con la terra dei genitori e degli avi: mille lire annue all’asilo di Cortemaggiore, e venti lire ciascuno a cento poveri di Villanova ogni anno il 10 novembre.
Verdi trascorse gli anni seguenti tra Sant'Agata e Milano. Aveva oramai perso gli ultimi amici di gioventù: Andrea Maffei e sua moglie Clara, Tito I Ricordi ed Emanuele Muzio. Il 14 novembre 1897 la moglie Giuseppina morì, in seguito ad una polmonite, lasciandolo solo nella sua lunga vecchiaia.
L'ultima composizione importante di Verdi, il gruppo corale dei Quattro pezzi sacri, fu pubblicata nel 1898. Nel 1900 Verdi rimase profondamente sconvolto per l'assassinio del re Umberto I di Savoia e si propose di mettere in musica la preghiera in suo ricordo composta dalla vedova regina Margherita, ma non fu in grado di completarla. A Milano, durante la permanenza presso il Grand Hotel et de Milan, il 21 gennaio 1901 Verdi fu colpito da un ictus cerebrale. A poco a poco divenne sempre più debole fino a spegnersi alle 02:50 del 27 gennaio, all'età di 87 anni, assistito dalla figlia adottiva insieme alla cantante Teresa Stolz.
Verdi fu inizialmente tumulato con una cerimonia privata nel Cimitero Monumentale di Milano, ma un mese dopo il suo corpo fu traslato nella cripta della Casa di Riposo. In quella occasione fu cantato da 820 cantanti il coro Va, pensiero, dal Nabucco, diretto da Arturo Toscanini. Una grande folla presenziò, si stimano 300 000 persone.
Tra le cerimonie svoltesi in tutta Italia per commemorare la morte di Verdi, particolarmente suggestiva fu quella che si tenne, alla presenza del Duca di Genova, nel teatro greco di Siracusa. Fu stampata anche una cartolina commemorativa in occasione del luttuoso evento, mentre sia Pascoli che D'Annunzio scrissero composizioni poetiche in sua memoria. Al Museo Verdiano di Busseto è conservata la prima stesura del manoscritto originale dell'ode In morte di Giuseppe Verdi (1901) di Gabriele D'Annunzio.
In ricordo del compositore, Boito scrisse ad un amico, con parole che richiamano la misteriosa scena finale di Don Carlos: «[Verdi] riposa come un re di Spagna nel suo Escurial, sotto una lastra di bronzo che lo copre completamente».

## Il Verdi non operistico

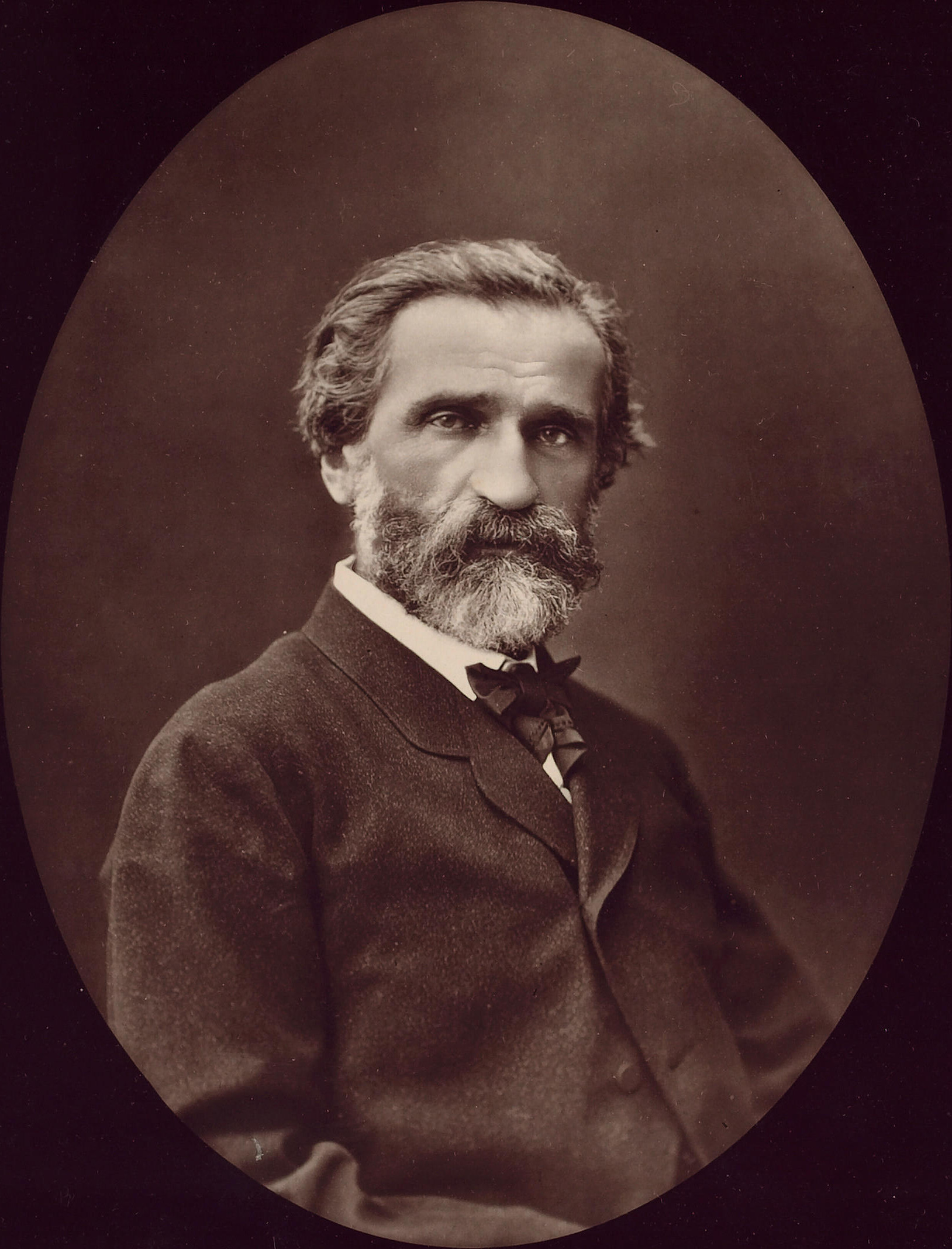
Giuseppe Verdi fotografato nel 1876 da Étienne Carjat

Verdi compose anche musica sacra e strumentale, destinata per lo più alla locale Società filarmonica. Ricordiamo di quel periodo (1836-1839) un Tantum ergo, che il compositore giudicò molto severamente negli anni della propria maturità. Dopo l'Oberto (1839), per oltre vent'anni tralasciò quasi del tutto i generi non operistici, pur scrivendo musica da camera, fra cui alcune romanze per voce e pianoforte.
Nel 1862 compose, per l'Esposizione Universale di Londra, l'Inno delle Nazioni su testo di Boito. Molti anni più tardi scrisse una Messa di requiem per la morte di Alessandro Manzoni (eseguita nella chiesa di San Marco a Milano il 22 maggio 1873). La genesi di questa composizione risale alla morte di Rossini (1868), in seguito alla quale Verdi propose a undici compositori italiani un Requiem, mai portato a termine, come omaggio collettivo al compositore pesarese. Per sé aveva riservato l'ultimo brano, il Libera me, Domine, che avrebbe recuperato, con alcuni cambiamenti, per il suo Requiem.
Verdi compose inoltre un Pater noster su testo di Dante (in volgare), che fu pubblicato nel 1880 e diretto per la prima volta il 18 aprile dello stesso anno da Franco Faccio al Teatro alla Scala, e Quattro pezzi sacri: Ave Maria, Stabat Mater, Laudi alla Vergine e Te Deum, composti nella tarda maturità e pubblicati nel 1898.
Verdi scrisse, soprattutto nel periodo giovanile, anche musica da camera, di cui possiamo ricordare le Sei romanze (1838), Album di sei romanze (1845) per voce e pianoforte e il Quartetto per archi in mi minore (1873). Nel 1859 compose anche il Valzer in fa maggiore per pianoforte, che poi fu orchestrato da Nino Rota per la colonna sonora del film Il Gattopardo.

## Verdi e la politica
Dopo aver raggiunto una certa fama e prosperità economica, nel 1859 Verdi iniziò ad interessarsi attivamente alla politica italiana. È tuttavia difficile stabilire con precisione quale sia stato il suo primo impegno per il movimento risorgimentale; nelle parole di Philip Gossett, storico della musica, «miti intensificarono e esagerarono [tale] sentimento che iniziò a circolare» nel corso del XIX secolo. Un esempio è l'affermazione che, quando il coro "Va, pensiero" del Nabucco veniva eseguito a Milano, il pubblico rispondesse con fervore nazionalistico chiedendo il bis. Dal momento che i bis erano espressamente vietati dal governo dell'epoca, un tale gesto avrebbe assunto un aspetto assai significativo; tuttavia, nella realtà, il pezzo bissato non era il «Va, pensiero» ma l'inno «Immenso Jehovah».
La crescita della «identificazione della musica di Verdi con la politica nazionalista italiana» forse ha avuto inizio nel 1840. Nel 1848, il capofila nazionalista Giuseppe Mazzini (che aveva incontrato Verdi a Londra l'anno precedente) chiese al compositore di scrivere un inno patriottico. Lo storico operistico Charles Osborne descrive La battaglia di Legnano del 1849 come «un'opera con uno scopo» e sostiene che «mentre le parti delle precedenti opere di Verdi erano state spesso riprese dai combattenti del Risorgimento...questa volta il compositore aveva dato al movimento una propria opera». Circoscritto inizialmente solo a Napoli fino al 1859 e poi diffusosi in tutta Italia, lo slogan "Viva Verdi" è stato utilizzato come un acronimo per "Viva Vittorio Emanuele Re D'Italia" (Viva Vittorio Emanuele II re d'Italia, che era allora re di Sardegna). Dopo che, nel 1861, vi fu l'unificazione dell'Italia, molte delle prime opere di Verdi furono re-interpretate per dimostrare la presenza di messaggi rivoluzionari occulti che molto probabilmente originariamente non erano stati voluti né dal compositore né dai suoi librettisti.
Nel 1859, Verdi fu eletto come membro del nuovo consiglio provinciale e nominato a capo di un gruppo di cinque persone che avrebbe incontrato il re Vittorio Emanuele II a Torino. Essi furono accolti con entusiasmo lungo il percorso e a Torino Verdi stesso ricevette grandi attestati di popolarità. Il 17 ottobre Verdi incontrò Cavour, l'artefice politico delle fasi iniziali dell'unificazione italiana. Nello stesso anno, il governo dell'Emilia fu unificato sotto le Province Unite del Centro Italia, e la vita politica di Verdi venne temporaneamente sospesa. Pur mantenendo i sentimenti nazionalistici, nel 1860 rifiutò la carica di membro del consiglio provinciale, di cui era stato proposto in contumacia. Cavour insistette per averlo come candidato alla Camera del primo parlamento del Regno d'Italia (1861-1865), ritenendo che l'elezione di un uomo della statura di Verdi a una carica politica fosse essenziale per rafforzare e garantire il futuro dell'Italia. Eletto come Deputato nel Collegio di Borgo San Donnino, l'attuale Fidenza, al ballottaggio del 3 febbraio 1861, qualche anno dopo il compositore confidò a Piave che «ho accettato a condizione che dopo un paio di mesi mi potessi dimettere». Eletto al Parlamento del Regno di Sardegna (che dal marzo 1861 divenne il Parlamento del Regno d'Italia), dopo la morte di Cavour, avvenuta nel 1861, Verdi frequentò poco tale ufficio. In seguito, nel 1874 fu nominato membro del Senato italiano, ma non partecipò mai alle sue attività.
Negli anni Settanta fece inoltre parte del Consiglio comunale di Villanova, e tra il 1889 e il 1890 fu membro del consiglio provinciale di Piacenza.
Ha scritto il critico Carlo Calcaterra:

## Personalità
Per lungo tempo Verdi è stato considerato un tranquillo uomo di campagna toccato dal genio, un uomo rustico e schietto, integerrimo e di rara onestà intellettuale. Tale immagine si univa a quella del patriota ardente, che a giusto titolo sedette come deputato nel primo parlamento dell'Italia unita. Aspetti questi facenti sicuramente parte della sua personalità, ma che da soli non abbracciano la complessità dell'artista. In realtà Verdi fu un operista attento alle grandi correnti di pensiero che percorrevano l'Italia e l'Europa del tempo, pronto a mettersi in discussione e nel contempo profondamente conscio del proprio valore.
Julian Budden descrive il giovane Verdi come una persona sgraziata e goffa nella sua frequentazione della società dell'epoca, per poi cambiare sotto l'influenza di Giuseppina che gli fece acquisire sicurezza e autorità. Imparò a mantenere un certo riserbo sulla sua vita privata e ad evitare di alimentare i miti sulla sua presunta origine contadina, sul suo materialismo e sulla sua indifferenza verso la critica. È stato, inoltre, descritto come un uomo molto riservato che risentì profondamente dei tentativi di indagare sui suoi affari personali. Verdi considerava i giornalisti e gli aspiranti biografi, così come i suoi vicini di Busseto e il pubblico operistico in generale, come molto invadenti, e di doversi costantemente difendere dalle loro indiscrete attenzioni.

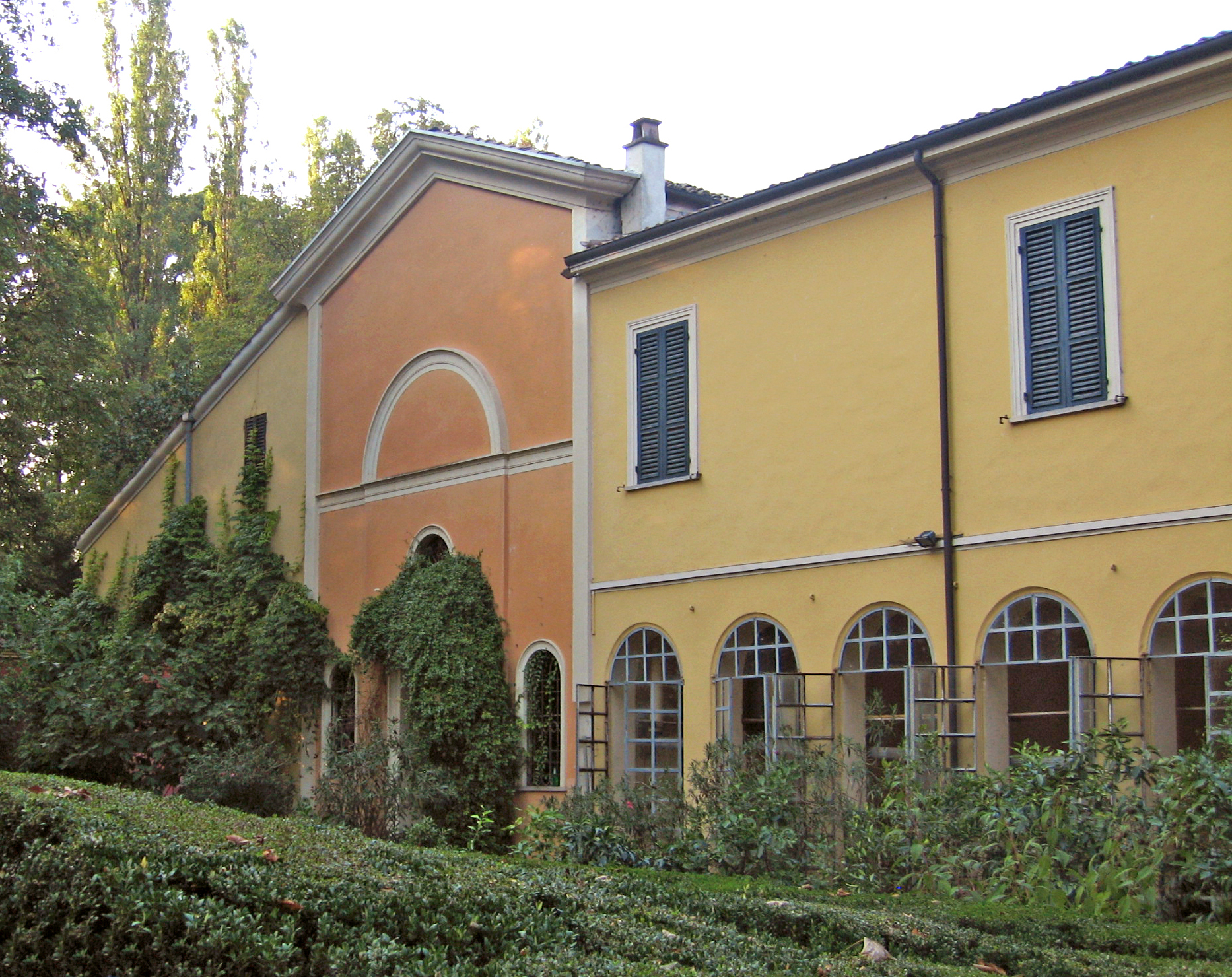
Esterno della cappella e delle serre di Villa Verdi a Sant'Agata.

Allo stesso modo Verdi non fu mai esplicito sulle proprie convinzioni religiose. Anticlericale per natura nei suoi primi anni, fece comunque costruire una cappella a Sant'Agata (probabilmente più per motivi sociali, piuttosto che per fede), ma raramente venne visto frequentare le funzioni religiose. Nel 1871 la Strepponi scrisse che «Non voglio dire che [Verdi] sia un ateo, ma non è granche' credente». Rosselli commenta che nel Requiem «La prospettiva dell'Inferno sembra governare... [il Requiem] è turbato fino alla fine«, e non offre conforto.
Appassionato d'arte, Verdi predilige tutto ciò che è immagine viva, dai contorni ben delineati e con forme certe. Ogni volta che si reca a Roma o a Firenze non manca di visitare, anche brevemente, il Vaticano e gli Uffizi, come altre pinacoteche. Legge e apprezza, oltre ai canti della Bibbia, i drammi di William Shakespeare e le poesie dell'Ariosto. Nella sua casa colleziona numerose pitture e sculture di pregevole fattura, perlopiù commissionate ad artisti conoscenti.
L'enorme epistolario che ci ha lasciato, oltre a rappresentare un affascinante affresco di quasi settant'anni di storia italiana, è uno strumento per conoscere un Verdi "inedito", orgoglioso della propria estrazione contadina, ma allo stesso tempo uomo fondamentalmente colto e osservatore fine della realtà e dell'ambiente che lo circondavano, personaggio inquieto e protagonista carismatico di un'epoca memorabile.

## Stile e critica
Verdi fu un compositore sempre aggiornatissimo, alla ricerca di nuovi soggetti cui ispirare le proprie opere, e un grande frequentatore della capitale artistica dell'Europa del tempo: Parigi. Il suo primo viaggio nella Ville Lumière risale al 1847, l'ultimo, al 1894, in occasione dell'allestimento dell'Otello che egli stesso volle seguire personalmente. Compositore meticoloso, dotato di un'eccezionale sensibilità drammaturgica che aveva ulteriormente affinato con gli anni, Verdi fu per tutta la sua vita uno sperimentatore, proteso verso traguardi sempre più alti e dotato di un senso critico fuori del comune, che gli permise di andare incontro ai gusti di un pubblico sempre più esigente pur senza mai rinunciare ai propri convincimenti di uomo e di artista.
Il primo studio della musica di Verdi, pubblicato nel 1859 dal critico italiano Abramo Basevi, già divise in quattro periodi la sua produzione musicale. Il primo periodo, "grandioso" secondo Basevi, finisce con La battaglia di Legnano (1849) mentre uno stile definito "personale" inizia con l'opera successiva, Luisa Miller. Queste due opere sono generalmente accettate dalla critica come il punto di divisione tra il periodo primo e il periodo di mezzo Verdiano. Il periodo "di mezzo" termina con La traviata (1853) e Les Vêpres siciliennes (1855), mentre il periodo "tardo" tendenzialmente coincide con Simon Boccanegra (1857) passando per Aida (1871). Le ultime due opere, Otello e Falstaff, insieme con il Requiem e i quattro pezzi sacri, costituiscono i lavori del periodo "finale".

### Primo periodo
È noto che, agli inizi della sua carriera, Verdi scrisse musica per la società filarmonica di Busseto (musica vocale, musica per banda e musica da camera, inclusa una ouverture alternativa per Il Barbiere di Siviglia di Rossini), sebbene gran parte non sia sopravvissuta.
Nelle sue prime composizioni, Verdi utilizza gli elementi tradizionali dell'opera italiana dell'epoca, chiamati "Codice Rossini" dal critico musicale Julian Budden. Infatti, oltre che dal maestro di Busseto, gli stessi elementi furono propri anche delle composizioni di Bellini, Donizetti e Saverio Mercadante. Tale 'codice' comprende parti strutturali del melodramma: l'aria, il duetto, l'ensemble e la sequenza finale di un atto. L'aria, incentrata sul solista, è composta tipicamente da tre sezioni: una lenta introduzione in genere cantabile o adagio, un intermezzo che può prevedere la partecipazione del coro o di altri personaggi e una cabaletta, ossia una parte vocale virtuosistica e di agilità, con la quale il, o la, solista dimostrava la propria bravura. La struttura del duetto è simile. Il finale utilizza i personaggi dell'opera sia soli che in gruppi, con o senza coro, culminando di solito con una chiusa di carattere fortemente emotivo. Verdi, durante la sua carriera, utilizzò con crescente abilità queste e altre formule della generazione precedente di compositori, sviluppandole in forme sempre più elaborate.
Le opere verdiane del primo periodo mostrano perciò una progressiva padronanza nel trattamento degli elementi costitutivi dell'opera. Oberto risulta poco strutturato e l'orchestrazione delle prime opere è in genere semplice, a volte anche basica. Il musicologo Richard Taruskin suggerisce che «l'effetto più evidente delle prime opere verdiane, e uno dei più evidenti alleati dello stato d'animo del Risorgimento, è stato il grande numero di canti corali, rozzi o sublimi, secondo l'orecchio di chi ascolta, all'unisono». Il famoso coro di "Va, pensiero" di Nabucco (che Rossini indica come "una grande aria cantata da soprani, contralti, tenori e bassi") è stato replicato similmente in "O Signore, dal tetto natìo" in I lombardi e nel "Si ridesti il Leon di Castiglia" di Ernani, l'inno di battaglia dei cospiratori in cerca di libertà. In I due Foscari Verdi utilizza temi ricorrenti identificati con i personaggi principali; da qui in poi l'accento delle opere si allontana dalle caratteristiche di "oratorio" tipico dei primi lavori, verso l'azione individuale e gli intrighi.
Da questo periodo in poi Verdi sviluppa anche il suo istinto per il "colore", un termine che ha usato per caratterizzare gli elementi individuali della partitura di un'opera individuale. Macbeth, anche nella sua versione originale del 1847, mostra molti tocchi originali, come la caratterizzazione mediante chiave musicale (i Macbeth generalmente cantano in chiavi diesis, le streghe in chiavi bemolle), una preponderanza del tono minore e un'orchestrazione molto particolare. Nella "scena del pugnale" e nel duetto in seguito all'assassinio di Duncan, le forme trascendono il 'Codice Rossini' e spingono il dramma in modo convincente. Il colore era per Verdi il filo che legava insieme tutte le parti, un fattore unificante essenziale nelle sue opere.

### Periodo di mezzo

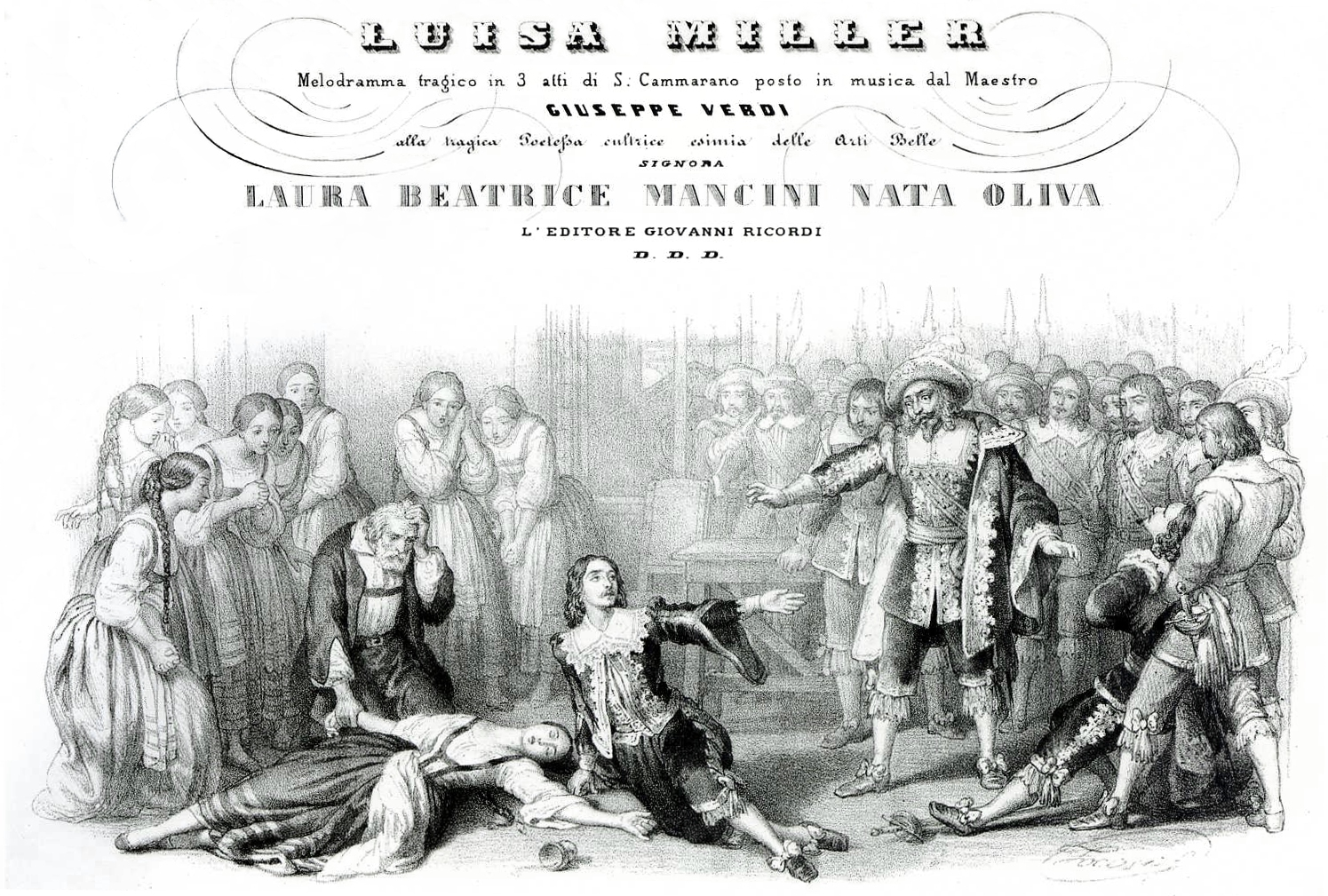
Illustrazione sulla partitura di Luisa Miller

Lo scrittore David Kimbell afferma che in Luisa Miller e Stiffelio (le prime opere di questo periodo) «sembra che vi sia una crescente libertà nella struttura su larga scala... e un'attenzione acuta al dettaglio». Altri, invece, evidenziano una maggior attenzione ai sentimenti. Julian Budden racconta l'impatto del Rigoletto e il suo posto nella produzione di Verdi come segue: «Solo dopo il 1850, all'età di 38 e con Rigoletto, Verdi chiuse la porta su un periodo dell'opera italiana. Il cosiddetto Ottocento musicale è finito. Verdi continuerà ad attingere alcuni dei suoi modelli per le successive opere, ma con uno spirito del tutto nuovo». Un esempio di volontà di Verdi di allontanarsi dalle forme tradizionali appare nei suoi auspici sulla struttura de Il trovatore. Al suo librettista, Cammarano, Verdi afferma chiaramente in una lettera che, se non ci fossero stati moduli standard – cavatine, duetti, trii, cori e finali... – e se si fosse potuto evitare che l'opera iniziasse con un coro, ne sarebbe stato molto felice; tuttavia, in quest'opera tali indicazioni non furono seguite.
Due fattori extramusicali concorsero a influenzare le composizioni di Verdi di questo periodo. Da un lato, l'incremento della propria reputazione e della sicurezza finanziaria, che gli consentì maggior agio nella scelta dei propri soggetti e, di conseguenza, più tempo per svilupparli secondo le proprie idee. Infatti, tra il 1849 e il 1859 scrisse otto nuove opere, rispetto alle quattordici del decennio precedente. D'altro canto, incise sulla sua produzione anche il cambiamento della situazione politica: il fallimento delle rivoluzioni del 1848 portò alla diminuzione dell'enfasi risorgimentale e a un significativo aumento della censura teatrale. Ciò si rifletté sia sulle scelte di Verdi che preferì trame incentrate più sui rapporti personali che sui conflitti politici, sia su una drastica riduzione del numero di parti corali. Una sola opera del "periodo di mezzo", Luisa Miller, inizia con un coro; nelle altre il compositore sperimentò diverse soluzioni: ad esempio, una banda sul palcoscenico (Rigoletto), un'aria per basso (Stiffelio), una scena di festa (La traviata). La crescente padronanza di Verdi nell'utilizzare la musica per evidenziare i sentimenti dei protagonisti, e dei rapporti che intercorrono fra loro, è esemplificata nel terzo atto di Rigoletto dove, alla canzone irriverente del Duca La donna è mobile fa immediatamente seguito Bella figlia dell'amore, quartetto-capolavoro per la descrizione in musica dei sentimenti contrastanti e intricati dei personaggi. Taruskin afferma che questo è «il più famoso ensemble che Verdi mai compose», mentre lo stesso Hugo, dopo una prima diffidenza verso la trasposizione musicale del suo dramma, ne tesse parole entusiastiche.

### Periodo tardo

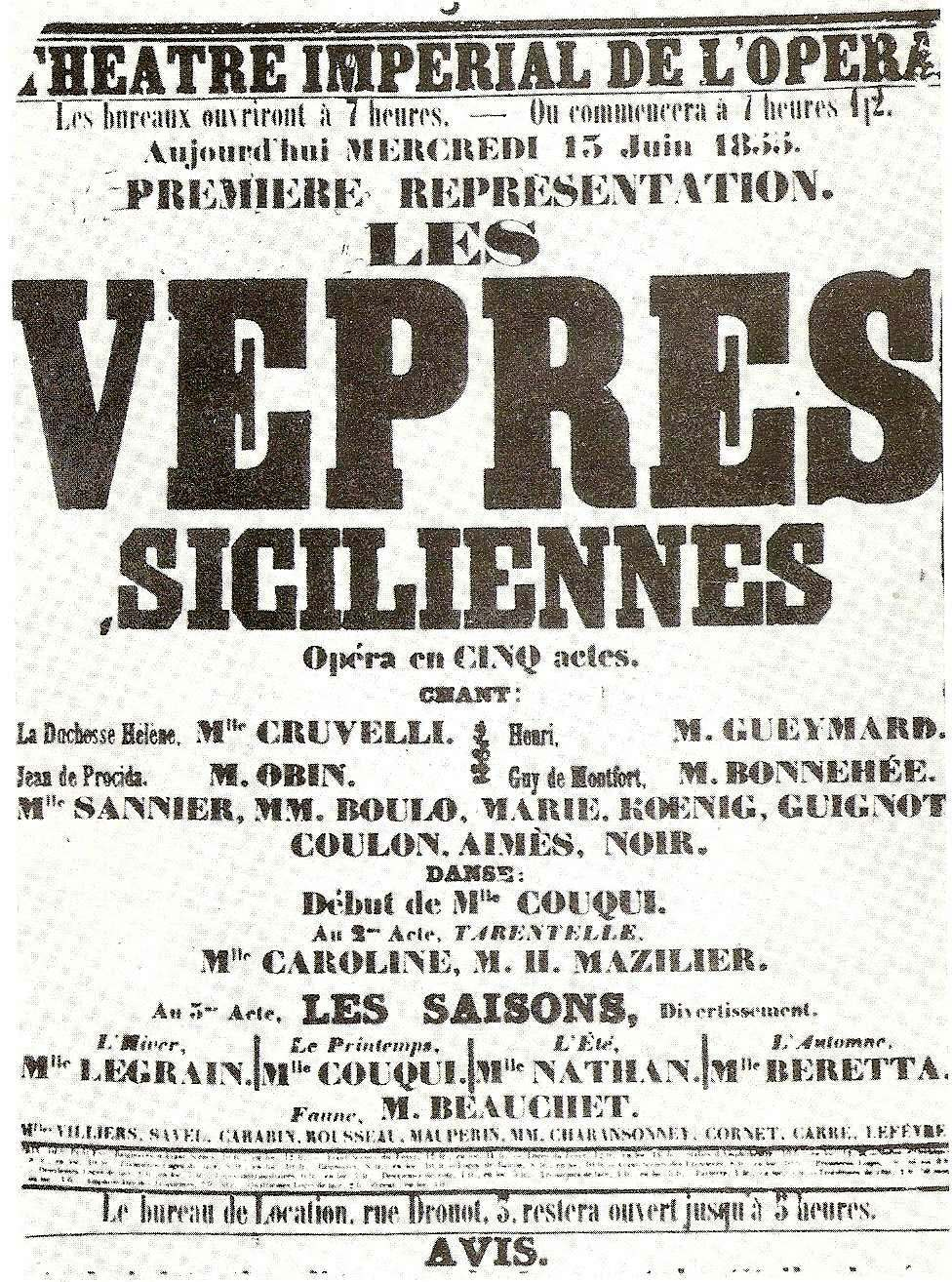
Les Vêpres siciliennes: manifesto per la prima (1855)

Chusid riporta che la Strepponi definì le opere composte tra il 1860 e il 1870 come "moderne", mentre Verdi descrisse quelle posteriori al 1850 come "opere cavatina", ad ulteriore prova che «Verdi era sempre più insoddisfatto con le vecchie convenzioni dei suoi predecessori, che aveva adottato fin dall'inizio della sua carriera». A proposito della linea di canto, Carlo Gatti osserva che: «Verdi assegna preponderanza: al canto piano, continuo, vario, chè la perfezione del linguaggio musicale, poiché raduna in sé tutti gli elementi del discorso parlato e li fa melodia compiuta [...] Il distacco tra la parte recitativa e la parte cantabile, assai netto nei melodrammi italiani anteriori all'Aida cessa in questa; la melodia fluisce abbondante e rigogliosa, ed ecco il progresso dell'arte di Verdi: egli dà al canto un'ampiezza melodica ch'è la somma di tutti i modi e di tutte le forme con cui questo cantandosi può manifestare».
Aida segna tuttavia, in molti modi, un ritorno alle opere precedenti: la trama è centrata sull'amore ed eroismo e la musica è orientata alla sensazione e alla spettacolarità; le composizioni di questo periodo differiscono però da quelle passate per la grande attenzione riservata alle orchestrazioni, molto più lussureggianti e ariose rispetto a quelle delle opere degli anni precedenti. Verdi raggiunse un effetto sensazionale con l'utilizzo, nella Marcia trionfale, di lunghe trombe, del tipo delle trombe egizie o delle buccine romane («...com'erano le Trombe nei tempi antichi»), appositamente ricostruite per l'occasione, ma dotate di un unico pistoncino nascosto da un panno a forma di vessillo o gagliardetto. Quando il compositore Ferdinand Hiller chiese a Verdi se preferisse Aida o Don Carlos, Verdi rispose che Aida era "più mordente e (se mi passate la parola) più teatrale". Nel corso delle prove per la produzione di Aida a Napoli, Verdi scrisse il suo unico quartetto d'archi, un lavoro brioso che mostra, nel suo ultimo movimento, che egli non aveva perso la capacità di scrivere una fuga, la forma musicale che aveva appreso in gioventù con Lavigna.

### Ultimi lavori
Al momento della messa in scena di Otello nel 1887, più di 15 anni dopo Aida, le opere del contemporaneo Richard Wagner avevano iniziato la loro ascesa nel gusto popolare e molti aspetti wagneriani sono stati ricercati o individuati nelle ultime composizioni di Verdi. Nel lavoro verdiano vi è, comunque, molta originalità: la potente tempesta che apre l'opera in medias res, il ricordo del duetto d'amore del primo atto nelle ultime parole di Otello (più un aspetto di "colore" che un leitmotiv), l'armonia fantasiosa in "Era la notte" di Iago (Atto II).
Infine, sei anni dopo, apparve Falstaff, l'unica commedia di Verdi dopo la sfortunata Un giorno di regno. Di questo lavoro, Roger Parker, scrive che: "l'ascoltatore viene bombardato da una splendida varietà di ritmi, tessiture orchestrali, motivi melodici e strutture armoniche."

## Eredità

### Monumenti e rappresentazioni cinematografiche e teatrali

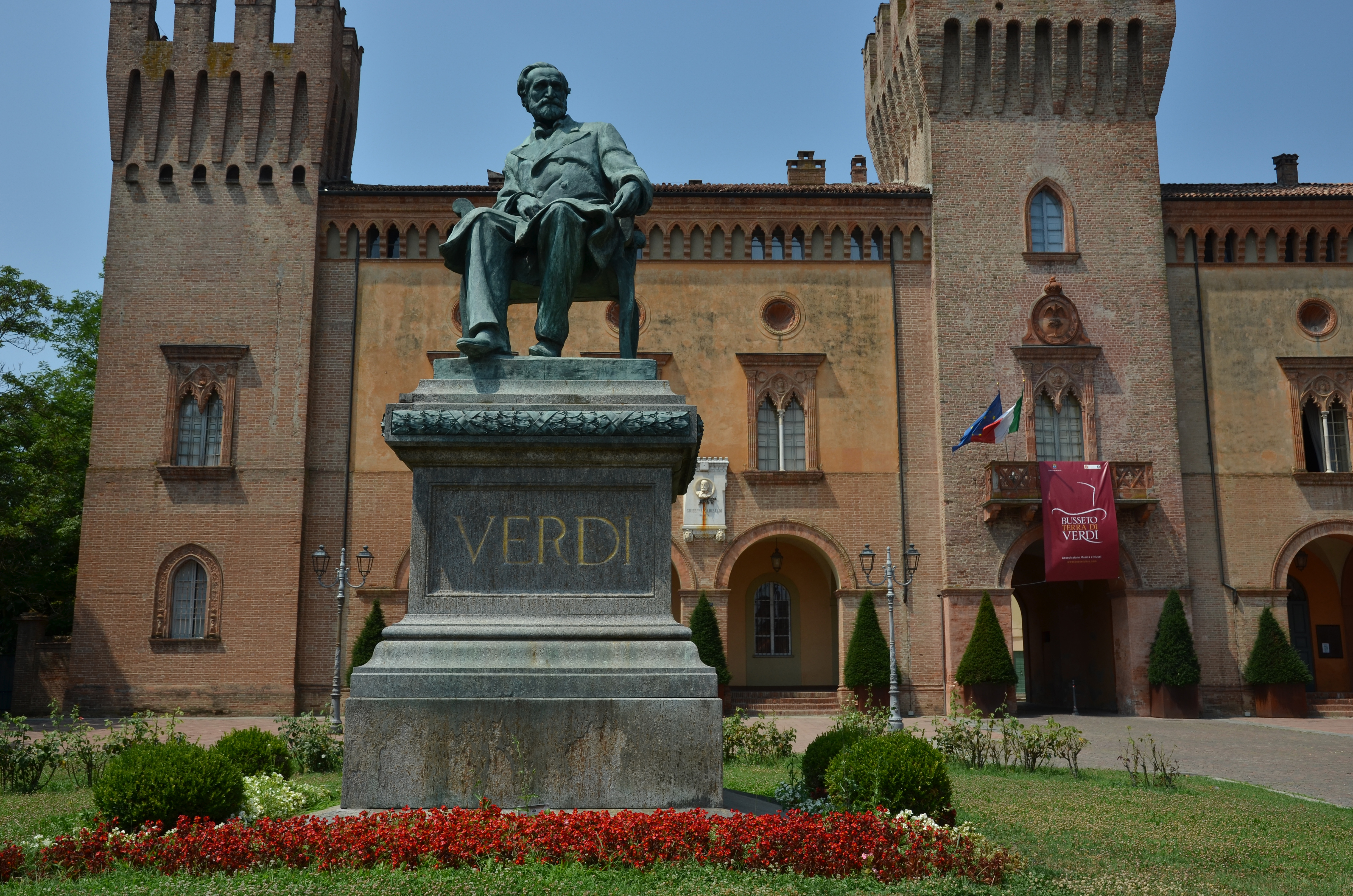
La statua di Giuseppe Verdi nell'omonima piazza di Busseto

Quattro conservatori italiani, il Conservatorio di Milano, di Torino, di Como e di Ravenna, sono stati intitolati a Verdi, come anche alcuni teatri italiani. A Parma si trova il monumento a Giuseppe Verdi.
A Busseto, vicino al Teatro Giuseppe Verdi inaugurato solennemente nel 1868 con le opere Rigoletto e Un ballo in maschera, si trova una statua del compositore realizzata da Luigi Secchi; si tratta solo di una delle tante statue a lui dedicate che esistono in Italia.

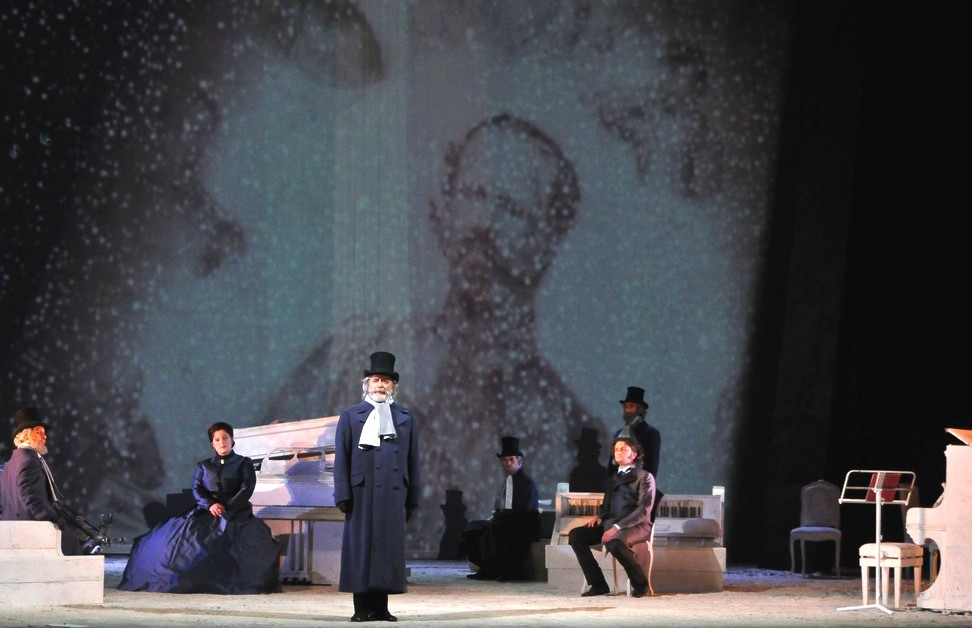
Scena finale dell'opera Risorgimento! di Lorenzo Ferrero

Il Giuseppe Verdi Monument, un monumento di marmo scolpito nel 1906 da Pasquale Civiletti, si trova in Verdi Square a Manhattan, New York. Il monumento comprende una statua che raffigura Verdi insieme ai personaggi – scolpiti a grandezza naturale – di quattro delle sue opere (Aida, Otello, Falstaff e Leonora da Il trovatore).
Il personaggio di Verdi è stato più volte portato sugli schermi e sui palcoscenici teatrali. Tra i film da ricordare il Giuseppe Verdi del 1938, diretto da Carmine Gallone, con Fosco Giachetti, e quello omonimo del 1953 per la regia di Raffaello Matarazzo. Nel 1982 Renato Castellani ha diretto lo sceneggiato televisivo Verdi, dove il compositore è stato interpretato da Ronald Pickup con il doppiaggio di Burt Lancaster per l'edizione in lingua inglese.
Per commemorare i cento anni dalla sua morte, nel 2001 l'impresario teatrale americano Peter Klein produsse lo spettacolo Viva Verdi! in collaborazione con Patricia Murray-Bett, che fu presentato in Regno Unito ed Irlanda con parti tratte dalle opere Nabucco, Rigoletto, Il trovatore e altri lavori del compositore.
Verdi è anche un personaggio dell'opera del 2011 Risorgimento!, scritta dal compositore italiano Lorenzo Ferrero in occasione del 150º anniversario dell'Unità d'Italia.

### Musei dedicati a Giuseppe Verdi
Nelle zone in cui Giuseppe Verdi visse si trovano alcuni musei a lui dedicati: la casa natale del Maestro a Roncole Verdi, il museo di Casa Barezzi nel centro di Busseto, il museo nazionale Giuseppe Verdi di Villa Pallavicino alle porte della città, la Villa Verdi a Sant'Agata e il museo di Casa Verdi a Milano.

### Verdi nel XXI secolo
Le opere di Verdi vengono spesso messe in scena in tutto il mondo. Secondo Operabase, nella stagione 2013-2014 La traviata è stata l'opera più eseguita (659 spettacoli). Nella classifica delle prime 20 opere, vi sono Rigoletto (8º posto, 445 spettacoli), Aida (12º posto, 304 spettacoli), Nabucco (16º posto, 304 prestazioni) e Il trovatore (18º posto, 232 prestazioni). Tutte le sue opere sono disponibili in diverse registrazioni e su DVD.
Le moderne produzioni possono differire in modo sostanziale da come furono originariamente previste dal compositore. La versione di Rigoletto del 1982 di Jonathan Miller per la English National Opera, ambientato nel mondo della Cosa nostra statunitense, ha ricevuto commenti positivi mentre la messa in scena da parte della stessa compagnia nel 2002, per la regia di Calixto Bieito, di Un ballo in maschera, con la presenza di elementi quali "rituali sessuali satanici, stupro omosessuale e un nano demoniaco", ha ottenuto una generale stroncatura.
La musica di Verdi evoca una serie di risonanze culturali e politiche. Estratti dal Requiem erano presenti alla cerimonia commemorativa di Diana, Principessa del Galles. Il 17 marzo 2011 durante una performance del Nabucco al Teatro dell'Opera di Roma, per celebrare il 150º anniversario dell'Unità d'Italia, il direttore d'orchestra Riccardo Muti in una pausa dopo il "Va, pensiero" si rivolse al pubblico (che comprendeva il presidente del Consiglio Silvio Berlusconi) per lamentarsi dei tagli ai finanziamenti statali della cultura; il pubblico si unì in una ripetizione del coro.
Il bicentenario della sua nascita, nel 2013, è stato celebrato con numerosi eventi in molte parti del mondo.

## Opere liriche
- Oberto, Conte di San Bonifacio (Teatro alla Scala di Milano, 17 novembre 1839) - Dramma in due atti di Temistocle Solera
- Un giorno di regno (Teatro alla Scala di Milano, 5 settembre 1840) - Melodramma giocoso in due atti di Felice Romani
- Nabucco (Teatro alla Scala di Milano, 9 marzo 1842) - Dramma lirico in quattro parti di Temistocle Solera
- I Lombardi alla prima crociata (Teatro alla Scala di Milano, 11 febbraio 1843) - Dramma lirico in quattro atti di Temistocle Solera
- Ernani (Teatro La Fenice di Venezia, 9 marzo 1844) - Dramma lirico in quattro parti di Francesco Maria Piave
- I due Foscari (Teatro Argentina di Roma, 3 novembre 1844) - Tragedia lirica in tre atti di Francesco Maria Piave
- Giovanna d'Arco (Teatro alla Scala di Milano, 15 febbraio 1845) - Dramma lirico in un prologo e tre atti di Temistocle Solera
- Alzira (Teatro San Carlo di Napoli, 12 agosto 1845) - Tragedia lirica in un prologo e due atti di Salvadore Cammarano
- Attila (Teatro La Fenice di Venezia, 17 marzo 1846) - Dramma lirico in un prologo e tre atti di Temistocle Solera
- Macbeth (Teatro La Pergola di Firenze, 14 marzo 1847) - Melodramma in quattro atti di Francesco Maria Piave e Andrea Maffei
- I masnadieri (His Majesty's Theatre di Londra, 22 luglio 1847) - Melodramma tragico in quattro parti di Andrea Maffei
- Jérusalem (Teatro de l'Opéra di Parigi, 26 novembre 1847) - Grand opéra in quattro atti di Alphonse Royer e Gustave Vaëz, rifacimento de I Lombardi alla prima crociata
- Il corsaro (Teatro Grande di Trieste, 25 ottobre 1848) - Melodramma in tre atti di Francesco Maria Piave
- La battaglia di Legnano (Teatro Argentina di Roma, 27 gennaio 1849) - Tragedia lirica in quattro atti di Salvadore Cammarano
- Luisa Miller (Teatro San Carlo di Napoli, 8 dicembre 1849) - Melodramma tragico in tre atti di Salvadore Cammarano
- Stiffelio (Teatro Grande di Trieste, 16 novembre 1850) - Melodramma in tre atti di Francesco Maria Piave
- Rigoletto (Teatro La Fenice di Venezia, 11 marzo 1851) - Melodramma in tre atti di Francesco Maria Piave
- Il trovatore (Teatro Apollo di Roma, 19 gennaio 1853) - Dramma in quattro parti di Salvadore Cammarano
- La traviata (Teatro La Fenice di Venezia, 6 marzo 1853) - Melodramma in tre atti di Francesco Maria Piave
- Les vêpres siciliennes (Teatro dell'Opéra di Parigi, 13 giugno 1855) - Grand opéra in cinque atti di Eugène Scribe e Charles Duveyrier
- Simon Boccanegra (Teatro La Fenice di Venezia, 12 marzo 1857) - Melodramma in un prologo e tre atti di Francesco Maria Piave, con interventi di Giuseppe Montanelli
- Aroldo (Teatro Nuovo di Rimini, 16 agosto 1857) - Melodramma in quattro atti di Francesco Maria Piave, rifacimento di Stiffelio
- Un ballo in maschera (Teatro Apollo di Roma, 17 febbraio 1859) - Melodramma in tre atti di Antonio Somma
- La forza del destino (Teatro Imperiale di San Pietroburgo, 10 novembre 1862) - Opera in quattro atti di Francesco Maria Piave
- Don Carlos (Teatro de l'Opéra di Parigi, 11 marzo 1867) - Grand opéra in cinque atti di Joseph Méry e Camille du Locle; versione italiana in 5 atti (Teatro Comunale di Bologna 1867, Teatro Comunale Luciano Pavarotti 1886)
- Aida (Teatro dell'Opera del Cairo, 24 dicembre 1871) - Opera in quattro atti di Antonio Ghislanzoni
- Otello (Teatro alla Scala di Milano, 5 febbraio 1887) - Dramma lirico in quattro atti di Arrigo Boito
- Falstaff (Teatro alla Scala di Milano, 9 febbraio 1893) - Commedia lirica in tre atti di Arrigo Boito

## Verdi e il cinema
Film biografici, più o meno liberamente tratti dalla vita di Giuseppe Verdi:
- Giuseppe Verdi nella vita e nella gloria (1913) - film diretto da Giuseppe De Liguoro
- Giuseppe Verdi (1938) - film diretto da Carmine Gallone
- Giuseppe Verdi (1953) - film diretto da Raffaello Matarazzo
- Giuseppe Verdi (1963) - sceneggiato televisivo diretto da Mario Ferrero
- Verdi (1982) - sceneggiato televisivo diretto da Renato Castellani
- Giuseppe Verdi (2000) - documentario di Francesco Barilli

## Corrispondenze
- È così bella cosa il ridere, a cura di Eusebio Trabucchi, L'orma, Roma, 2013, ISBN 9788898038121.

## Onorificenze

### Altro
- Cittadinanza onoraria di Parma con medaglia d'oro (5 aprile 1872), per mano del sindaco Alfonso Cavagnari
- A Verdi è intitolato il cratere Verdi su Mercurio.[219]
- Dal 1962 al 1969 e dal 1969 al 1981 la Banca d'Italia ha emesso due banconote da 1.000 lire con l'immagine del compositore.[220]

## Strumenti
Quando Giuseppe Verdi era bambino giocava a casa di Barezzi. Lo strumento che suonava era un pianoforte di Anton Tomaschek. Giuseppe Verdi amava anche i pianoforti di Johann Fritz e utilizzò il pianoforte viennese Fritz a 6 pedali dai tempi de Il Rigoletto nel 1851 all´Aida nel 1871. Questo pianoforte può essere visto nella Villa Verdi. Nel 1857 per l'inaugurazione del Teatro Amintorie Galli di Rimini, Verdi suonò un pianoforte a coda di Joseph Danckh.

## Registrazioni
- Richard Burnett, Giuseppe Verdi, Romanza, Fortepiano, 1845, Herschker.

### Esplicative
1. ↑  All'epoca il nuovo giorno poteva essere computato al momento del tramonto e perciò il bambino potrebbe essere nato il 9 ottobre.
2. ↑  L'atto di nascita recita: Anno D.ni 1813, Die IIa 8.bris.: «Ego Carolus Arcari Præp. Runcularum hoc mane Baptizavi Infantem natum heri vespere hora octava ex Carolo Verdi q.m Josephi; et ex Aloysia Utini f.a Caroli conjungiubus hujus Parœciæ, cui impositum est nomen = Joseph, Fortuninus, Franciscus = Patrini fuere D.us Petrus Casali q.m Felicis, et Barbara Bersani f.a Angeli, ambo hujus Parœciæ.» In Gatti, 1981, pp. 11-12.
3. ↑  A testimonianza del fatto, è stato trovato un appunto che recita: «Da me Stefano Cavalletti fu fatto di nuovo questi saltarelli e impenati a corame e vi adatai la pedaliera che ci ho regalato; come anche gratuitamente ci ho fatto di nuovo li detti saltarelli, vedendo la buona disposizione che ha il giovinetto Giuseppe Verdi d'imparare a suonare questo istrumento, che questo mi basta per essere del tutto pagato. Anno Domini 1821». In Gatti, pp. 20-21.
4. ↑  Fra questi, René Leibowitz, secondo il quale «è presente quel lirismo realistico che già fa presagire il verismo di certi successori di Verdi fin da La traviata». (René Leibowitz, Storia dell'Opera, Milano, Garzanti, 1966, p. 226, traduzione di Maria Galli De' Furlani dall'originale francese Histoire de l'Opéra, Parigi, Bouchet/Chastel, 1957.)
5. ↑  Giuseppina Strepponi scrisse ad un'amica: «il se lève presque avec le jour pour aller examiner le blè, le mais, la vigne». In Gatti, 1981, p. 357.
6. ↑  In vita sua, Verdi scrisse una gran quantità di lettere, gran parte delle quali conservate in copia nei cosiddetti "copialettere" che tuttora costituiscono una fonte eccezionale per la ricostruzione del suo carteggio, periodicamente pubblicato in edizioni moderne dall'Istituto Nazionale Studi Verdiani.
7. ↑  Possiamo constatarlo dai carteggi. Il 31 dicembre 1865, in una lettera diretta ad un amico da Parigi, Verdi così scriveva: «Ho sentito anche la sinfonia del Tannhäuser. È matto!!!» (Verdi, lettere 1835-1900, a cura di Giuseppe Porzio, p. 403, Milano, Mondadori, 2000) e qualche anno più tardi (19 novembre 1871) nell'esprimere un giudizio sul Lohengrin: «Impressione mediocre [

] l'azione lenta come la parola. Quindi noia...» (Verdi, lettere 1835-1900, a cura di Giuseppe Porzio, p. 420, Milano, Mondadori, 2000). Con gli anni avrebbe mutato il proprio giudizio e alla morte di Wagner avrebbe pronunciato parole di sincero rammarico e profonda stima nei suoi confronti. Si dice che, benché avesse ascoltato pochissime opere di Wagner, Verdi nel suo armadio conservasse sempre le pubblicazioni di tutti gli spartiti del maestro tedesco.
8. ↑  Il parroco della chiesa di San Fedele, don Adalberto Catena, chiamato a dare l'estrema unzione già tre giorni prima e presente al momento del decesso, racconta: «Una lunga stretta di mano, uno sguardo significante, un'espressione profonda, che mi assicurava aver egli compreso il pensiero religioso. Fu un momento; ma per lui e per me fu un momento prezioso. La sua lingua era immobile; ma parlarono i suoi occhi e mi parlò anche la sua stretta di mano. Fu l'ultimo sguardo; fu l'ultimo saluto del grande musicista italiano; e io feci appena in tempo a raccoglierlo: dopo non diede più segno di conoscenza, e spirò serenamente.» In Gatti, 1981, p. 788.
9. ↑  Verdi, infatti, scrisse: «Riconosco, ahimè, di aver messo in musica, circa sessant'anni fa, questo Tantum Ergo!!! Consiglio il possessore di questo infelice componimento di gettarlo alle fiamme. Queste note non hanno il minimo valor musicale, né ombra di colorito religioso. Sant'Agata, 1º settembre 1893.» In Gatti, 1981, p. 55.
10. ↑  Il critico Carlo Calcaterra (Poesia e canto, Zanichelli, Bologna, 1952, pp. 344 e sgg.) sottolinea come la musica verdiana sia fatta, con grande patriottismo, di «passione ardente, di alta malinconia umana, di realtà straziante, di speranze inestinguibili...». Calcaterra aggiunge che, «come sullo sfondo del Tristano e Isotta e del Parsifal di Richard Wagner splende la filosofia dolorosa di Arthur Schopenhauer», [...] «così nelle opere di Giuseppe Verdi palpita, arde, muove i cuori e le menti la filosofia umana, caritativa, morale di Giuseppe Mazzini, che poggia su Dio e popolo, pensiero e azione».
11. ↑  A proposito del quartetto, Victor Hugo, dopo averlo ascoltato, esclamò: «se potessi anch'io ne' miei drammi far parlare contemporaneamente quattro personaggi, in modo tale che il pubblico ne percepisse le parole e i sentimenti, otterrei un effetto uguale a questo.» In Gatti, 1981, p. 285.

### Bibliografiche
1. 1 2 3 4 5   Giuseppe Verdi, su Patrimonio dell'Archivio storico Senato della Repubblica - senato.it.
2. ↑  Oggi chiamate in suo onore Roncole Verdi.
3. ↑  sul Dizionario-Biografico Treccani
4. ↑  Gatti, 1981, p. 10, 11.
5. 1 2  Rosselli, 2000, p. 12.
6. ↑  Gatti, 1981, p. 12.
7. ↑  Gatti, 1981, p. 18.
8. ↑  Phillips-Matz, 1993, pp. 17-21.
9. ↑  Gatti, 1981, pp. 26, 32.
10. 1 2 3 4  Parker, 1998, p. 933.
11. ↑  Phillips-Matz, 1993, pp. 20-21.
12. ↑  Gatti, 1981, p. 33.
13. ↑  Parker, 2007, pp. 2-3.
14. ↑  Phillips-Matz, 1993, pp. 27-30.
15. ↑  Phillips-Matz, 1993, p. 32.
16. ↑  Phillips-Matz, 1993, p. 35.
17. ↑  Gatti, 1981, p. 35.
18. ↑  Tintori, 1983, p. 24.
19. ↑  Phillips-Matz, 1993, p. 46.
20. ↑  Gatti, 1981, pp. 47-51.
21. ↑  Parker, 2007, p. 1.
22. ↑  Gatti, 1981, p. 64.
23. ↑  Werfel & Stefan, 1973, pp. 80-93.
24. ↑  Porzio, p. 10.
25. ↑  Phillips-Matz, 1993, p. 67.
26. ↑  Phillips-Matz, 1993, pp. 79-80.
27. ↑  Gatti, 1981, pp. 122, 138.
28. 1 2  Budden, 1993, p. 71.
29. ↑  Gatti, 1981, p. 138.
30. ↑  Gatti, 1981, p. 143.
31. ↑  Gatti, 1981, p. 145.
32. ↑  Gatti, 1981, p. 147.
33. ↑  Budden, 1993, p. 16.
34. ↑  Werfel & Stefan, 1973, pp. 87-92.
35. ↑  Gatti, 1981, p. 156, 166.
36. ↑  Porter, 1980, pp. 638-639.
37. ↑  Gatti, 1981, pp 162-163.
38. ↑  Porzio, p. 44.
39. ↑  Phillips-Matz, 1993, p. 181.
40. ↑  Phillips-Matz, 1993, p. 379.
41. ↑  Gatti, 1981, p. 163.
42. ↑  Phillips-Matz, 1993, p. 139.
43. ↑  Budden, 1984a, p. 116.
44. 1 2  Porter, 1980, p. 649.
45. ↑  Phillips-Matz, 1993, pp. 160-161.
46. ↑  Budden, 1993, p. 45.
47. ↑   Story, su villaverdi.org, Villa Verdi website. URL consultato il 10 giugno 2015.
48. ↑  Phillips-Matz, 1993, p. 148.
49. ↑  Phillips-Matz, 1993, pp. 150-151.
50. ↑  Kerman, 2006, p. 23.
51. ↑  Rosselli, 2000, p. 52.
52. ↑  Tintori, 1983, p. 30.
53. ↑  Gatti, 1981, p. 201, 212-213.
54. ↑  Porzio, p. 144.
55. ↑  Phillips-Matz, 1993, p. 160.
56. ↑  Phillips-Matz, 1993, p. 166.
57. ↑  Phillips-Matz, 1993, pp. 192-193.
58. ↑   Piero Faustini, MUZIO, Emanuele Donnino, in Dizionario biografico degli italiani, vol. 77, Roma, Istituto dell'Enciclopedia Italiana, 2012. URL consultato il 30 maggio 2024.
59. ↑  Werfel & Stefan, 1973, p. 122.
60. 1 2  Chusid, 1997, p. 1.
61. 1 2  (EN) Operabase website, su operabase.com. URL consultato il 28 giugno 2015.
62. ↑  Phillips-Matz, 1993, p. 196.
63. ↑  Baldini, 1980, p. 132.
64. ↑  Budden, 1984a, pp. 318-319.
65. ↑  Gatti, 1981, pp. 237-238.
66. ↑  Phillips-Matz, 1993, pp. 229-241.
67. ↑  Rosselli, 2000, p. 63.
68. ↑  Rosselli, 2000, p. 72.
69. ↑  Budden, 1984a, p. 365.
70. ↑  Phillips-Matz, 1993, p. 229.
71. ↑  Martin, 1984, p. 220.
72. ↑  Conati, 2000, p. 14.
73. ↑  Budden, 1984a, p. 390.
74. ↑  Rosselli, 2000, pp. 79-80.
75. ↑  Walker, 1962, p. 194.
76. ↑  Rosselli, 2000, p. 89.
77. ↑  Gatti, 1981, pp. 265-267.
78. ↑  Gatti, 1981, p. 270.
79. ↑  Gatti, 1981, p. 271.
80. ↑  Budden, 1984a, pp. 339-340.
81. ↑  Rosselli, 2000, pp. 90-91.
82. ↑  Rosselli, 2000, pp. 92-93.
83. ↑  Gatti, 1981, pp. 282-284.
84. 1 2  Tintori, 1983, p. 151.
85. ↑  Tintori, 1983, p. 146.
86. ↑  Tintori, 1983, p. 152.
87. 1 2 3  Mila, 2012, pp. 460-461.
88. ↑  Mila, 2012, p. 467.
89. ↑  Budden, 1984b, p. 63.
90. ↑  Budden, 1993, pp. 70-71.
91. 1 2 3  Chusid, 1997, p. 3.
92. ↑  Phillips-Matz, 1993, p. 303.
93. ↑  Mila, 2012, p. 496.
94. ↑  Tintori, 1983, p. 175.
95. ↑  Tintori, 1983, p. 180.
96. ↑  Mila, 2012, p. 501.
97. ↑  Walker, 1962, pp. 197-198.
98. ↑  Phillips-Matz, 1993, p. 287.
99. ↑  Phillips-Matz, 1993, p. 290.
100. ↑  Kerman, 2006, pp. 22-23.
101. ↑  Walker, 1962, p. 199.
102. ↑  Gatti, 1981, pp. 319-320.
103. ↑  Gatti, 1981, p. 324.
104. ↑  Gatti, 1981, pp. 324-325.
105. ↑  Walker, 1962, p. 218.
106. ↑  Annuario della nobiltà italiana, parte VI, anno 2000 e segg.
107. ↑  Phillips-Matz, 1993, p. 355.
108. ↑  Gatti, 1981, pp. 334-336.
109. ↑  Werfel & Stefan, 1973, p. 207.
110. ↑  Rosselli, 2000, pp. 116-117.
111. ↑  Walker, 1962, p. 219.
112. ↑  Phillips-Matz, 1993, p. 394.
113. ↑  Rosselli, 2000, p. 70.
114. ↑  Phillips-Matz, 1993, pp. 412-415.
115. ↑  Rosselli, 2000, p. 124.
116. ↑  Phillips-Matz, 1993, pp. 446-449.
117. ↑  Budden, 1993, p. 88.
118. ↑  Budden, 1993, p. 93.
119. ↑  Rosselli, 2000, pp. 128-131.
120. ↑  Rosselli, 2000, pp. 131, 133.
121. ↑   Aida, su giuseppeverdi.it. URL consultato il 17 aprile 2017 (archiviato dall'url originale il 18 aprile 2017).
122. ↑  Porter, 1980, p. 655.
123. ↑  Rosselli, 2000, pp. 149-150.
124. ↑  Rosselli, 2000, pp. 158-159.
125. ↑   Giuseppe Verdi, su studiverdiani.it, Istituto nazionale di studi verdiani. URL consultato il 15 aprile 2017 (archiviato dall'url originale il 24 dicembre 2007)..
126. 1 2  Rosselli, 2000, pp. 138-139.
127. ↑  Marri, 2013, p. 110.
128. ↑  Gatti, 1981, p. 633.
129. 1 2  Porter, 1980, p. 653.
130. ↑  Rosselli, 2000, pp. 163-165.
131. ↑  Rosselli, 2000, pp. 164-172.
132. ↑  Phillips-Matz, 1993, pp. 700-701.
133. ↑  Hepokoski, 1983, pp. 55-56.
134. ↑  Budden, 1993, p. 140.
135. ↑  testamento olografo del 14 maggio 1900, sul sito del Consiglio Nazionale del Notariato
136. ↑  Gatti, 1981, p. 765.
137. ↑  Gatti, 1981, pp. 771-772.
138. ↑  Budden, 1993, pp. 143-144.
139. ↑  Il sito dell'Hotel contiene alcune immagini e una breve storia della presenza del maestro presso quella dimora: Il sito
140. ↑  Budden, 1993, p. 146.
141. ↑  Rosselli, 2000, p. 186.
142. ↑  Porter, 1980, p. 659.
143. 1 2  Phillips-Matz, 2004, p. 14.
144. ↑  Walker, 1962, p. 509.
145. ↑   Giuseppe Verdi, ritrovata una composizione sacra a Finale Ligure, su savona.mentelocale.it, mentelocale.it, 11 giugno 2013. URL consultato l'11 giugno 2013 (archiviato dall'url originale il 15 luglio 2013).
146. ↑  Gatti, 1981, pp. 414-415.
147. ↑  Gatti, 1981, pp. 518, 531, 604.
148. ↑  Gatti, 1981, pp. 649, 760-761.
149. ↑  Gossett, 2012, pp. 272, 274.
150. ↑  Gossett, 2012, pp. 272, 275–6.
151. ↑  Phillips-Matz, 1993, pp. 188-191.
152. ↑  Gossett, 2012, pp. 279-280.
153. ↑  Osborne, 1969, p. 198.
154. ↑  Budden, 1984c, p. 80.
155. ↑  Gossett, 2012, p. 272.
156. ↑  Phillips-Matz, 1993, pp. 400-402.
157. ↑  Phillips-Matz, 1993, p. 417.
158. ↑  Gossett, 2012, p. 281.
159. ↑  Phillips-Matz, 1993, pp. 429-430.
160. ↑  Gossett, 2012, p. 282.
161. ↑  su Visitpiacenza, sito della Regione Emilia-Romagna
162. ↑  Poesia e canto, Zanichelli, Bologna, 1952, pp. 344 e sgg.
163. ↑  Budden, 1993, pp. 148-149.
164. ↑  Budden, 1993, p. 153.
165. ↑   Gerald A. Mendelsohn, Verdi the Man and Verdi the Dramatist (I), in 19th Century Music, vol. 2, n. 2, University of California Press, 1978,  pp. 110-142.
166. ↑  Budden, 1993, pp. 2-3, 9-10.
167. ↑  Rosselli, 2000, p. 161.
168. ↑  Rosselli, 2000, pp. 162-163.
169. ↑  Gatti, 1981, pp. 275-276.
170. ↑  Baldassarre, 2009.
171. ↑  Porter, 1980, p. 639.
172. ↑  Porter, 1980, p. 637.
173. ↑  Budden, 1993, p. 5.
174. ↑  Gossett, 2008, p. 161.
175. ↑  Taruskin, 2010, pp. 15-16.
176. ↑  Balthazar, 2004, pp. 49-59.
177. ↑  Gatti, 1981, p. 139.
178. ↑  Gatti, 1981, p. 162.
179. ↑  Taruskin, 2010, pp. 570-75.
180. ↑  Budden, 1993, p. 21.
181. ↑  Budden, 1993, pp. 190-192.
182. ↑  Rosselli, 2000, p. 95.
183. ↑  Budden, 1984a, p. 510.
184. ↑  Budden, 1984b, p. 61.
185. ↑  Taruskin, 2010, p. 587.
186. ↑  Chusid, 1997, p. 2.
187. ↑  Gatti, 1981, pp. 364-365.
188. ↑   Julian Budden, Le Opere di Verdi, vol. 3, edt/musica, 1988,  p. 192.
189. ↑   Miriam Artiaco, Aida per un ennesimo successo in Arena di Verona Opera Festival 2015, su Oltrecultura, 20 agosto 2015.
190. ↑  Budden, 1993, p. 272.
191. ↑  Budden, 1993, pp. 210-211.
192. ↑  Taruskin, 2010, pp. 602-603.
193. ↑  Budden, 1993, pp. 282-284.
194. ↑  Parker, 1998, 229.
195. ↑   Sito web del Conservatorio di Milano, Storia, su consmilano.it. URL consultato il 27 giugno 2015.
196. ↑   Conservatorio Statale di Musica Giuseppe Verdi, Torino, su conservatoriotorino.eu. URL consultato il 27 giugno 2015.
197. ↑   Conservatorio Statale "Giuseppe Verdi" – Alta Formazione Artistica e Musicale, su verdiravenna.it. URL consultato il 15 luglio 2025.
198. ↑  Emilia-Romagna, 2001, p. 132.
199. ↑  (EN) Smithsonian Institution website, su siris-artinventories.si.edu. URL consultato il 13 giugno 2015.
200. ↑   Conrad Wilson, Man of the moment, in The Herald, 17 gennaio 2001. URL consultato il 20 marzo 2018.
201. ↑   Roger Cox, Arts attack: A seven day spree, in The Scotsman, 17 marzo 2001. URL consultato il 20 marzo 2018 (archiviato dall'url originale il 23 marzo 2018). Ospitato su HighBeam Research.
202. ↑   Howard's way to celebrate Verdi, in Southern Daily Echo, 27 febbraio 2001. URL consultato il 20 marzo 2018 (archiviato dall'url originale il 25 febbraio 2018).
203. ↑   Teatro Comunale di Bologna, Risorgimento, su tcbo.it. URL consultato il 27 giugno 2015.
204. ↑   Ufficio Informazione Turistica di Busseto, Arte e musei, su bussetolive.com. URL consultato il 6 dicembre 2016.
205. ↑   Fondazione Giuseppe Verdi, Visitare Casa Verdi, su casaverdi.org. URL consultato il 6 dicembre 2016 (archiviato dall'url originale il 20 dicembre 2016).
206. ↑   Opera Discography Encyclopedia website, su carlomarinelli.it. URL consultato il 28 giugno 2015.
207. ↑   The Editors of Encyclopædia Britannica (a cura di), Jonathan Miller, British director, in Encyclopedia Britannica, Encyclopædia Britannica, Inc.. URL consultato il 20 marzo 2016.
208. ↑  Vedi ad esempio: (EN) Jonathan Miller's Mafia 'Rigoletto', in The New York Times. URL consultato il 28 giugno 2015.
209. ↑  (EN) Matt Slater, Revamped opera fails to shock, in BBC News website, 22 febbraio 2002. URL consultato il 28 giugno 2015.
210. ↑  (EN) James Bone, Against Silvio Berlusconi's idea of culture, su theaustralian.com.au, The Australian, 24 marzo 2011. URL consultato il 28 giugno 2015.
211. ↑  (EN) Va, pensiero, su youtube.com, YouTube. URL consultato il 28 giugno 2015.
212. ↑   Verdi 200, su Giuseppe Verdi.it, 2013. URL consultato il 31 gennaio 2016 (archiviato dall'url originale il 4 febbraio 2016).
213. ↑   Filmografia di Giuseppe Verdi, su mymovies.it. URL consultato il 24 marzo 2016.
214. ↑  Conati, 2000, p. 108.
215. ↑   Almanach National: Annuaire Officiel de la République française, Parigi, 1898,  pp. 554.
216. ↑   Club dei 27, Il Maestro Giuseppe Verdi, su clubdei27.com. URL consultato il 17 aprile 2017 (archiviato dall'url originale il 21 gennaio 2017).. L'Onorificenza gli venne consegnata nella sua villa di Sant'Agata per mano di Leone Escudier, l'editore francese delle sue opere, incaricato dall'allora presidente della Repubblica Francese, Luigi Napoleone Bonaparte.
217. ↑   Il Maestro, su friendsofverdi.org, Friends of Verdi. URL consultato il 2 maggio 2017 (archiviato dall'url originale il 21 settembre 2016).
218. ↑  (EN) List of Members from 1842 to 1998, su pourlemerite.org, Orden Pour le Mérite. URL consultato il 2 maggio 2017.
219. ↑  (EN) Verdi, su Gazetteer of Planetary Nomenclature. URL consultato il 22 dicembre 2015.
220. ↑   Le banconote in lire dagli anni '40 al 2000, su animamia.net. URL consultato il 2 dicembre 2016.
221. ↑  (EN) Giuseppe Verdi | Italian composer, su Encyclopedia Britannica. URL consultato il 18 giugno 2021.
222. ↑  (EN) Casa Barezzi: where Verdi was discovered, su Italian Ways, 23 gennaio 2019. URL consultato il 18 giugno 2021 (archiviato dall'url originale il 22 novembre 2021).
223. ↑   Il pianoforte di Verdi suona all'Accademia dei Musici, su Cronache Ancona, 28 ottobre 2017. URL consultato il 18 giugno 2021.

### Approfondimenti
- Abramo Basevi, Studio sulle opere di Giuseppe Verdi, Firenze, Tipografia Tofani, 1859, ISBN non esistente.
- Giovanni Cenzato, Itinerari Verdiani, Milano, Ceschina, 1955, ISBN non esistente.
- Franco Abbiati, Giuseppe Verdi, Milano, Ricordi, 1959, ISBN non esistente.
- Luciano Zeppegno, Il manuale di Verdi, Roma, Lato side, 1980, ISBN non esistente.
- Giampiero Tintori, Invito all'ascolto di Giuseppe Verdi, Milano, Mursia, 1983, ISBN non esistente.
- Massimo Mila, Verdi, a cura di Pietro Gelli, Milano, Rizzoli, 2000, ISBN 978-88-17-06043-1.
- Simonetta Ricciardi (a cura di), Carteggio Verdi-Somma, Parma, Istituto nazionale di studi verdiani, 2003, ISBN 978-88-85065-24-6.
- Claudia Polo, Immaginari verdiani. Opera, media e industria culturale nell'Italia del XX secolo, Milano, BMG/Ricordi, 2004, ISBN 88-7592-787-1.
- Riccardo Viagrande, Verdi e Boito. "All'arte dell'avvenire". Storia di un'amicizia e di una collaborazione artistica, Monza, Casa Musicale Eco, 2013, ISBN 978-88-6053-476-7.
- Luigi Inzaghi, Giuseppe Verdi e Milano, Milano, Meravigli edizioni MilanoExpo, 2013, ISBN 978-88-7332-158-3.
- Pietro Montorfani (a cura di), Carteggio Verdi-Morosini (1842-1901), Parma, Istituto nazionale di studi verdiani, 2013, ISBN 978-88-85065-53-6.
- Dino Rizzo (a cura di), Atti del Convegno "Verdi, la Musica e il Sacro", Roncole Verdi - Busseto, 27 - 29 settembre 2013, Fidenza, Mattioli 1885, 2014, ISBN 978-88-6261-438-2.
- Gabriele Moroni, La censura sulle opere di Verdi, CreateSpace, 2015, ISBN 978-1-5171-5688-6.
- Giancarlo Landini, Marco Gilardone, Dal labbro, il canto: Il linguaggio vocale delle opere di Verdi, Omega Musica, 2001, ISBN 978-88-7241-398-2.
- Dino Rizzo, Verdi filarmonico e Maestro dei filarmonici bussetani, Parma, Istituto nazionale di studi verdiani, 2005, ISBN 88-85065-26-0.